# Europe
Gli Europe sono un gruppo musicale hair metal svedese formatosi nel 1981 e attivo fino al 1993. Riformatosi nel 1999 sono tuttora in attività.
Tra i massimi esponenti storici dell'hard rock melodico, gli Europe agli esordi varcarono i confini e ottennero il successo del grande pubblico nel 1984 con il secondo album Wings of Tomorrow e raggiunsero il picco della notorietà a livello mondiale nel 1986. 
Il loro successo non solo ridisegnò nuove tematiche e provocò delle imitazioni, ma per la prima volta fece guadagnare all'heavy metal una notevole esposizione radiofonica.
Il gruppo ha due dei 20 migliori album nella classifica  Billboard  200 (Out of This World), (The Final Countdown) e tre primi 30 singoli nella  Billboard  Hot 100 chart (Rock the Night, Carrie e The Final Countdown).
Con 13 anni di concerti e 5 album in studio, nel 1993 si presero una pausa, riunendosi nel 1999 alla vigilia del capodanno 2000 per una performance a Stoccolma. Da allora hanno pubblicato altri sei album e successivi tour mondiali, Start from the Dark (2004), Secret Society (2006), Last Look at Eden (2009), Bag of Bones (2012), War of Kings (2015) e l’undicesimo Walk the Earth pubblicato il 20 ottobre 2017 dalla casa discografica Hell & Back. È stato prodotto da Dave Cobb e registrato negli Abbey Road Studios' di Londra. Anche grazie a quest’ultimo lavoro la band nell’edizione 2018 dei Grammy Awards, è stata nominata e premiata come band "Best Hard Rock/Metal".
Il dodicesimo Album in lavorazione “Europe 12°” in studio è inserito da Planet Rock tra i 50 album rock da aspettare nel 2025. 

Uno dei loro principali punti di forza è da sempre il settore live, le influenze principali del gruppo sono Whitesnake, Deep Purple, Rainbow, Led Zeppelin, Thin Lizzy, UFO e Michael Schenker Group.

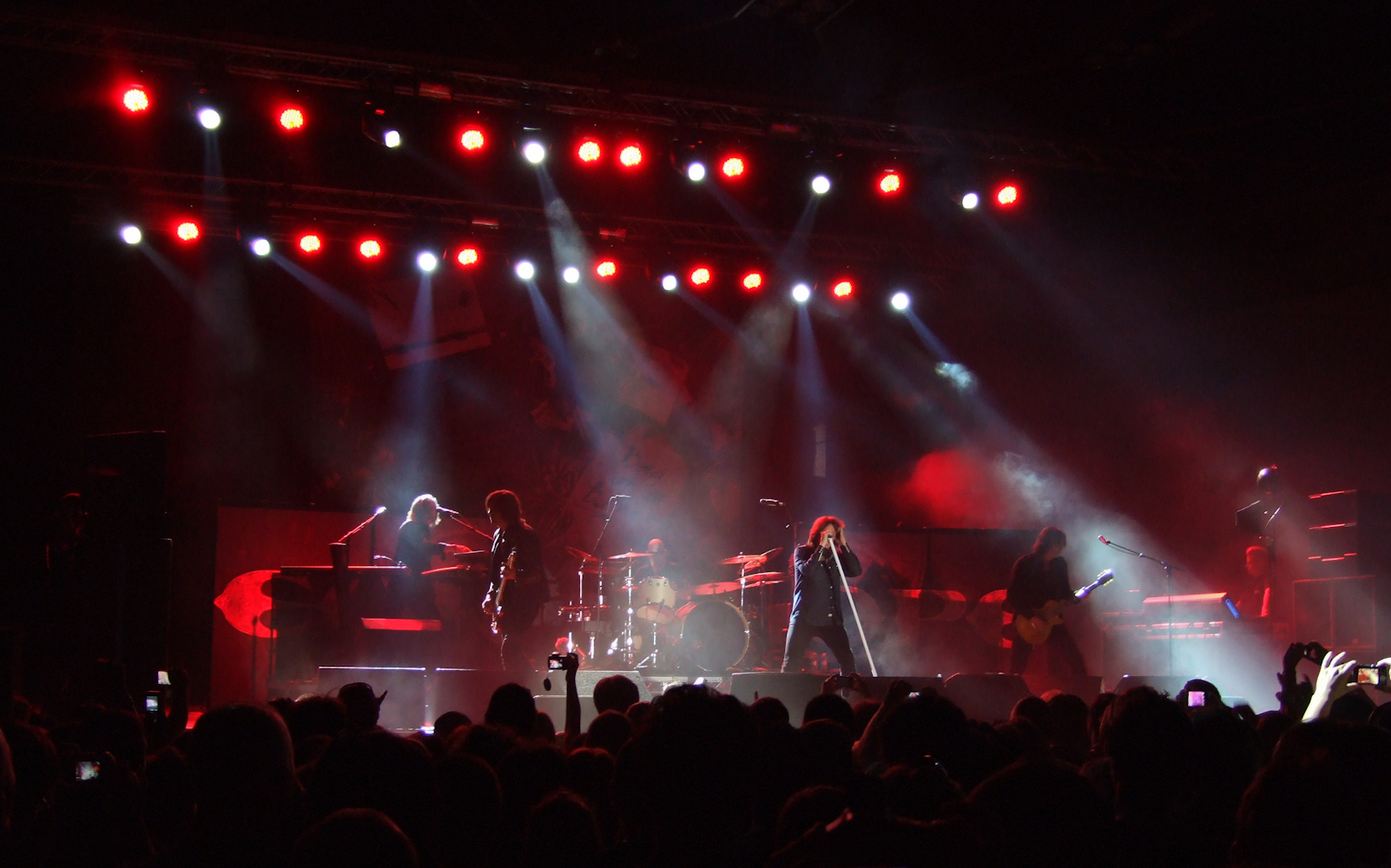
Foto promozionale degli Europe per l'album Bag of Bones (2012)

La band è costituita da Joey Tempest (voce), Mic Michaeli (tastiere), Ian Haugland (batteria), John Levén (basso) e John Norum (chitarra).

## Storia del gruppo

### Le origini

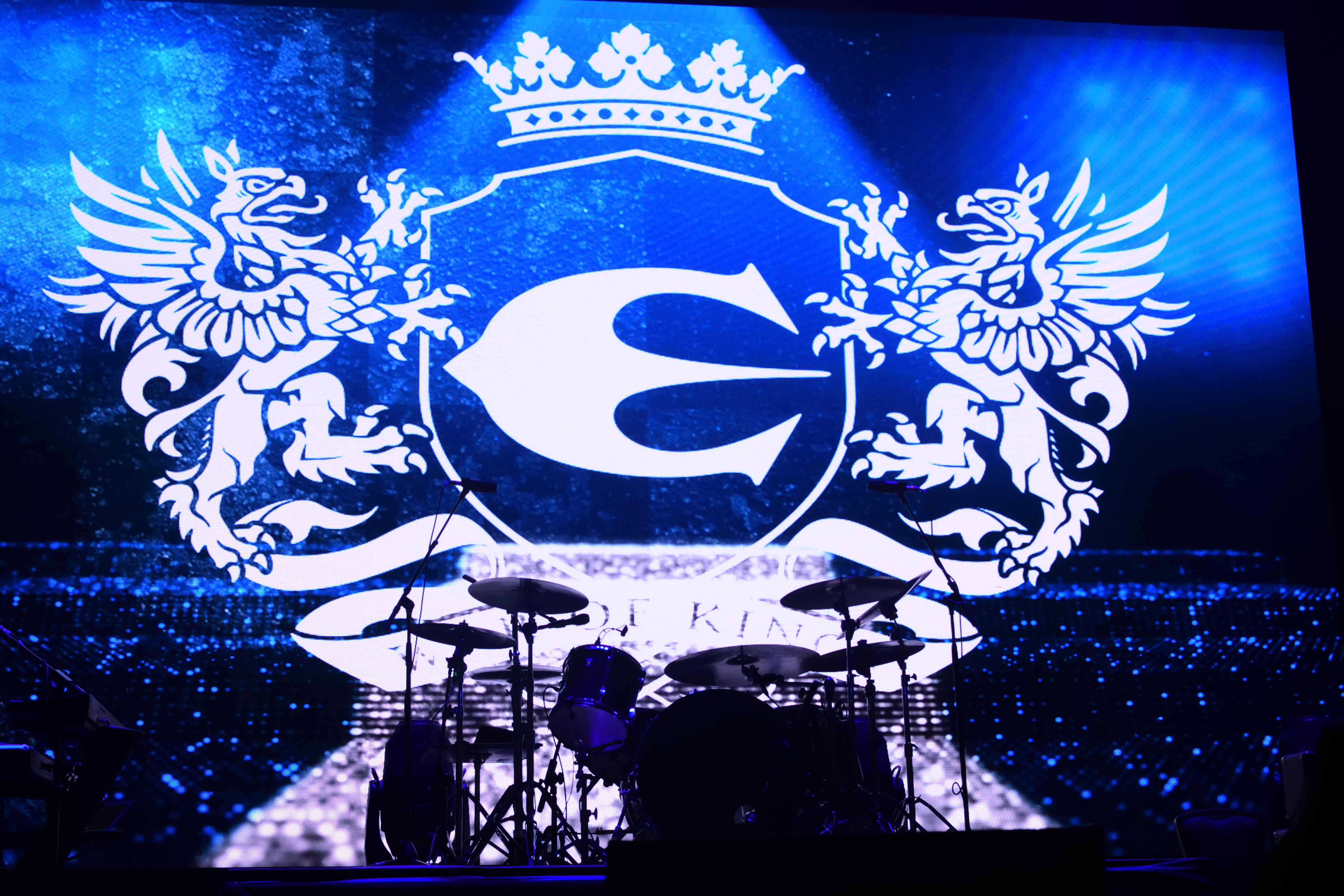
Ian Haugland dal vivo

In Svezia, nel 1978, il cantante e chitarrista John Norum, il bassista Peter Olsson, il batterista Tony Niemistö, il chitarrista Micke Kling ed il bassista Jan-Erik Bäckström, provenienti da Upplands Väsby, sobborgo di Stoccolma (Svezia), formarono una rock band chiamata WC. I WC suonavano cover di classiche rock band come gli UFO, i Thin Lizzy e gli Status Quo e diventarono presto molto popolari, grazie soprattutto al talento di Norum alla chitarra. Dopo poco, però, il gruppo si sciolse, poiché i componenti dimostrarono più interesse per feste e ragazze che per la musica.
Nel 1979, Olsson chiamò Norum proponendogli di riformare i WC insieme al batterista Werner. Werner dopo poche settimane abbandonò il progetto e fu rimpiazzato di nuovo da Tony Niemistö.
(John Norum)

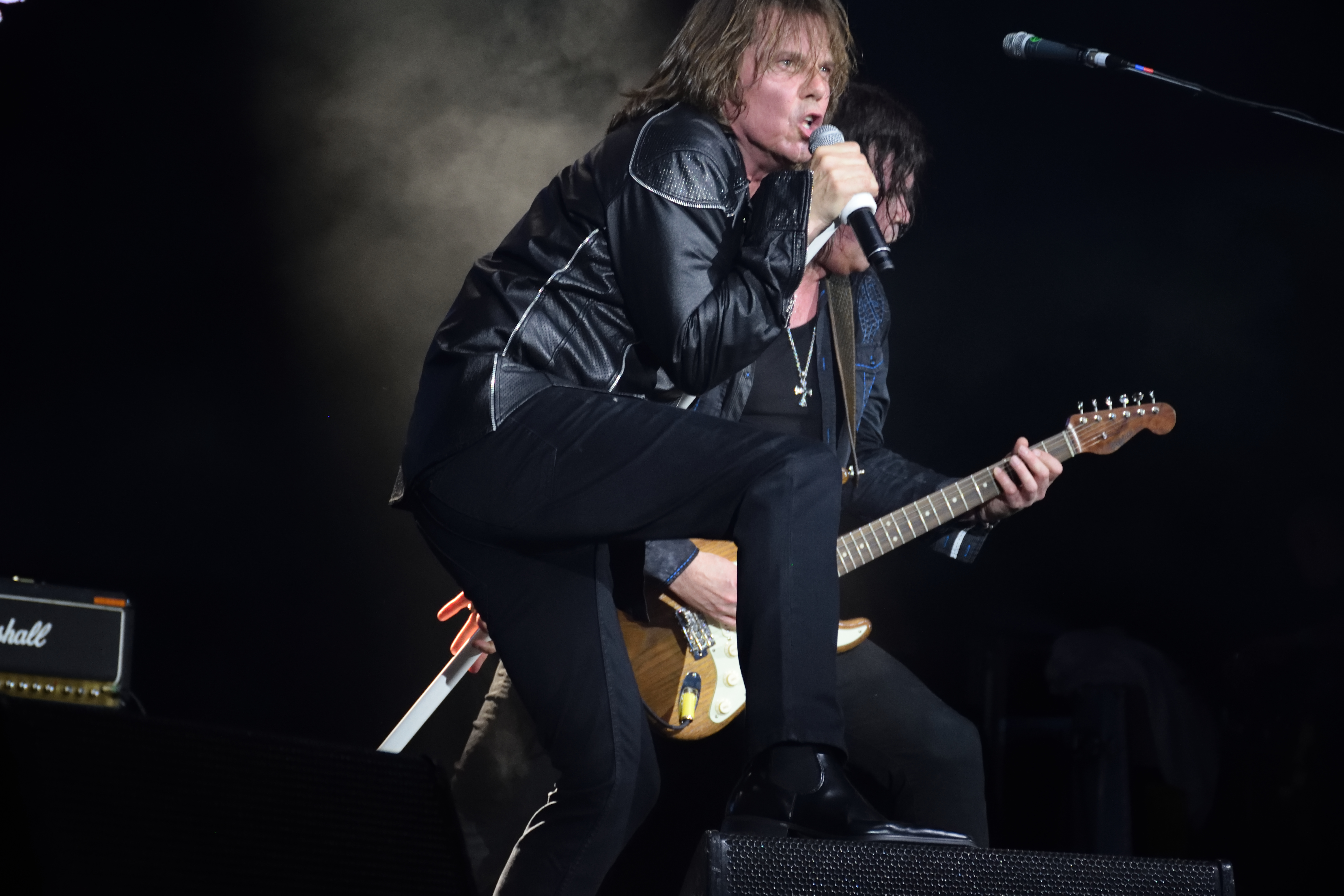
Europe dal vivo

Proposero a Joakim Larsson, amico di Norum e all'epoca bassista del gruppo Roxanne, di unirsi ai WC. Benché tra i Roxanne ed i WC non corresse buon sangue, Joakim accettò volentieri e propose di cambiare il nome del gruppo in Force, una citazione dell'album degli UFO Force It.
Joakim scrisse canzoni inizialmente sulla sua chitarra acustica e quindi provate dall'intero gruppo con la chitarra elettrica di Norum. Alcune delle canzoni scritte da Joakim in quel periodo sono Rock On, Strange, Midnight Show, Black Rose e Can't Work It Out. Ben presto i Force divennero il gruppo rock più conosciuto a Upplands Väsby. A quel tempo, i quattro ricevevano 100 Kronor svedesi (circa 10 euro) per ogni concerto. Nel 1980 registrarono una prima demo, composta da sei tracce, che venne spedita a molte case discografiche le quali non mostrarono particolare interesse, non ritenendo che un gruppo hard rock svedese potesse aver successo.

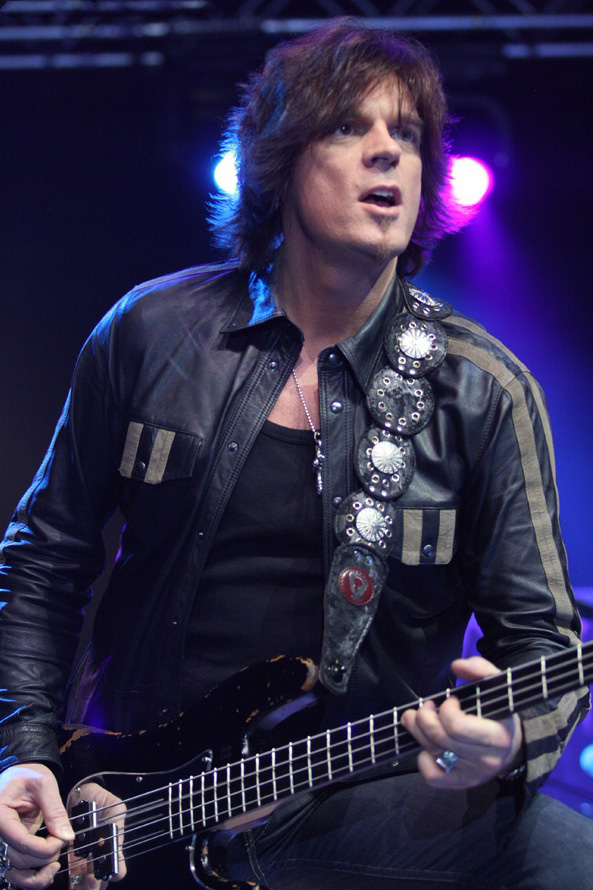
John Leven dal vivo

L'anno dopo (1981) Olsson lasciò i Force. Mentre il trio era in cerca di un nuovo bassista, fu registrata una seconda demo con Joakim al basso. Di nuovo ebbero una risposta negativa da parte delle case discografiche.
Poi Norum si recò da John Levén, uno dei suoi amici che a quel tempo suonava la chitarra ritmica, chiedendogli di entrare nel gruppo come bassista. Levén ci pensò un po' su, poi decise di unirsi ai Force. Lo stesso anno i Force parteciparono, senza successo, a una competizione di gruppi rock, rimanendone grandemente delusi. Nell'aprile 1981 Levén ricevette un'offerta da parte di Yngwie Malmsteen di unirsi ai suoi Rising Force. Dal momento che Yngwie era già molto famoso e apprezzato in Svezia, Levén non poté resistere e accettò l'offerta. Il suo rimpiazzo nei Force fu Marcel Jacob, l'ex bassista di Yngwie.

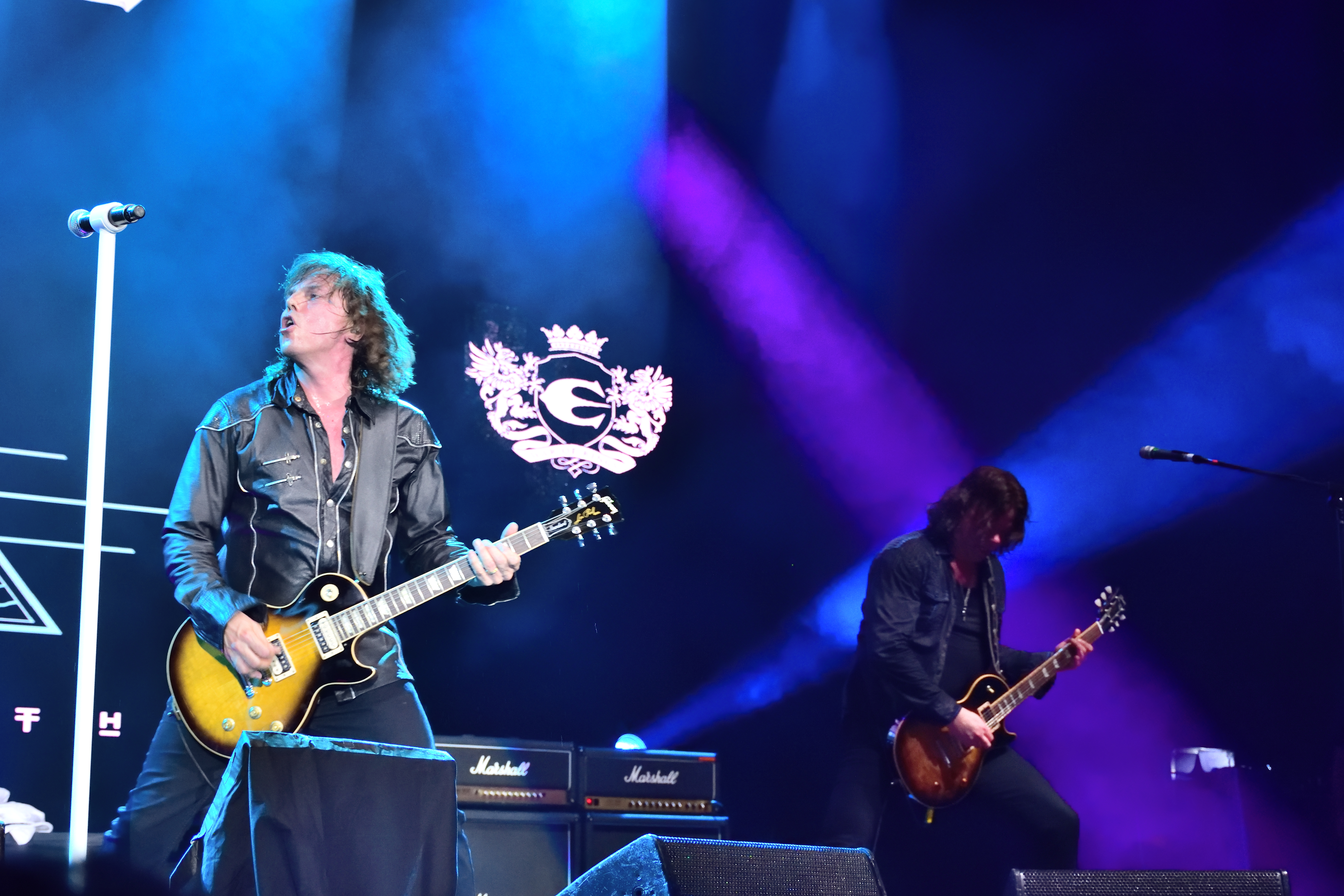
Joey Tempest dal vivo

Nel periodo in cui Marcel fece parte dei Force, furono scritte due canzoni: The King Will Return, che sarebbe stata inclusa nel primo album omonimo e Black Journey For My Soul che con il titolo modificato di Scream Of Anger sarebbe diventata una delle più potenti tracce di Wings of Tomorrow.
Jacob non rimase a lungo nei Force; lasciò il gruppo dopo solo 3 mesi e 2 concerti. Il singolo che Levén e i Rising Force stavano registrando non fu mai realizzato. I due bassisti si scambiarono nuovamente gruppo e Levén tornò nei Force, mentre Jacob tornò nei Rising Force. Più tardi Jacob avrebbe lasciato Yngwie e formato i Talisman insieme a Jeff Scott Soto.

### Il primo contratto
Nel 1982 in Svezia fu lanciata la competizione Rock SM (Swedish rock championship), guidata da Thomas Erdtman. Questi era stato manager prima della CBS Records poi se n'era andato e aveva fondato la Hot Records. La competizione fu organizzata insieme al giornale Aftonbladet, del quale era manager lo stesso Erdtman. I gruppi che non erano sotto contratto, avrebbero potuto inviare demo, che sarebbero state ascoltate e un certo numero di gruppi sarebbe stato scelto per partecipare direttamente alla competizione. Il gruppo vincente avrebbe avuto un contratto con la Hot Records.
I Force, viste le precedenti delusioni, non erano molto interessati alla gara, ma la fidanzata di Joakim, Anita Katila, convinse i 4 a registrare una demo. Il nastro conteneva cinque canzoni: The King Will Return, Seven Doors Hotel, Rock On, Children Of This Time and Paradize Bay. I ragazzi decisero di non inviare la demo, non ritenendola sufficientemente buona.
(John Norum)

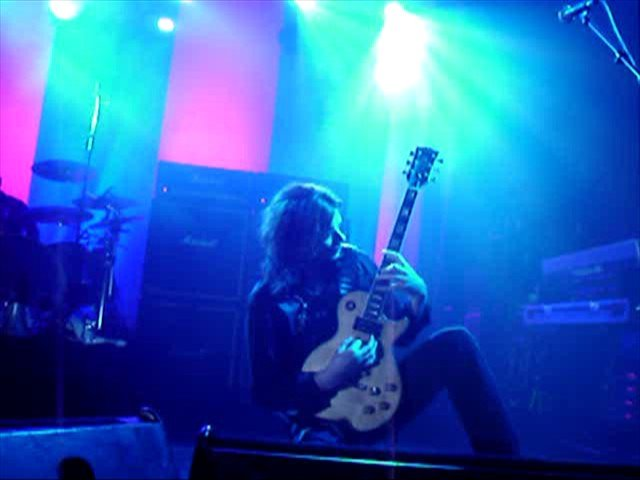
Europe dal vivo

Ma giusto pochi giorni prima della scadenza, Anita inviò il nastro alla Rock SM senza dirlo a Joakim e agli altri del gruppo. La competizione fu un successo. Erdtman ricevette un totale di 4000 cassette e le ascoltò tutte. I Force furono scelti per partecipare a 80 gare, insieme a 485 gruppi. I 4 iniziarono a esercitarsi seriamente perché stavolta avevano un'occasione unica.
Ma i ragazzi non credevano che il nome Force fosse abbastanza buono. Sognavano di diventare famosi all'estero, quindi volevano un nome che avesse lo stesso significato in tutto il mondo. Joakim suggerì il nome Europe, che prese dall'album live dei Deep Purple Made in Europe ed il resto del gruppo accettò di buon grado.
Lo stesso giorno che i Force diventarono gli Europe, si recarono a Solna per partecipare alla prima parte del Rock SM. Una delle band che incontrarono furono i Trilogy, il cui batterista era a quel tempo Ian Haugland. I Trilogy uscirono, mentre gli Europe ebbero accesso ai quarti di finale. Erdtman rimase impressionato dagli Europe, soprattutto dalla voce di Joakim, benché cercasse un gruppo pop, non uno hard rock.
Durante la competizione, Levén finì il suo servizio militare, mentre Norum trovò il tempo di andare in tour insieme a uno dei più famosi rockers svedesi: Eddie Meduza. Gli Europe vinsero i quarti di finale a Uppsala e arrivarono alla semifinale a Södertälje che vinsero con facilità accedendo così alla finale.
Intanto Joakim decise di scegliersi un nome d'arte. Se la band fosse mai divenuta famosa all'estero, gli sarebbe servito un nome d'arte. Avrebbe voluto avere un nome con un'associazione storica. Infine scelse il nome di Joey Tempest.
(Joakim Larsson, in arte Joey Tempest)
Tony sapeva che anche il suo cognome, Niemistö, sarebbe stato difficile da pronunciare all'estero e decise di scegliere il nome d'arte di: Tony Reno. I due John invece decisero di conservare i loro nomi reali.
La finale della Rock SM fu fissata per il 12 dicembre 1982 a Gröna Lund a Stoccolma e trasmessa in televisione. Erano rimasti solo 8 gruppi e gli Europe erano i favoriti. I 4 suonarono due canzoni: In The Future To Come e The King Will Return. Tra la giuria erano presenti le rockstar Mikael Rickfors, Thomas Ledin e lo stesso Thomas Erdtman il quale, pur avendo stretto amicizia con gli Europe, non li votò come migliore gruppo. Il primo premio era un contratto con la Hot Records, e non pensava che gli Europe, un gruppo hard rock che cantava in inglese avrebbe mai venduto un granché in Svezia. In compenso, votò per Tempest come migliore cantante e per Norum come migliore chitarrista. Ma, grazie al resto della giuria, gli Europe vinsero la competizione. Come se non fosse abbastanza, Tempest e Norum vinsero il premio rispettivamente come migliore cantante e chitarrista.
Benché a Erdtman piacessero gli Europe, pensò che un po' di cambiamenti li avrebbero resi più di successo. Suggerì al gruppo di convertire il loro suono ad uno più pop, ma Norum rifiutò categoricamente, anche perché non amava molto Thomas, e nulla fu cambiato.
La vittoria degli Europe nel Rock SM non fu soltanto un trampolino di lancio per loro, ma anche per l'hard rock svedese. Furono scoperte dalla CBS Rercords altre talentuose band come per esempio i 220 volt, che diventarono famosi in Svezia.

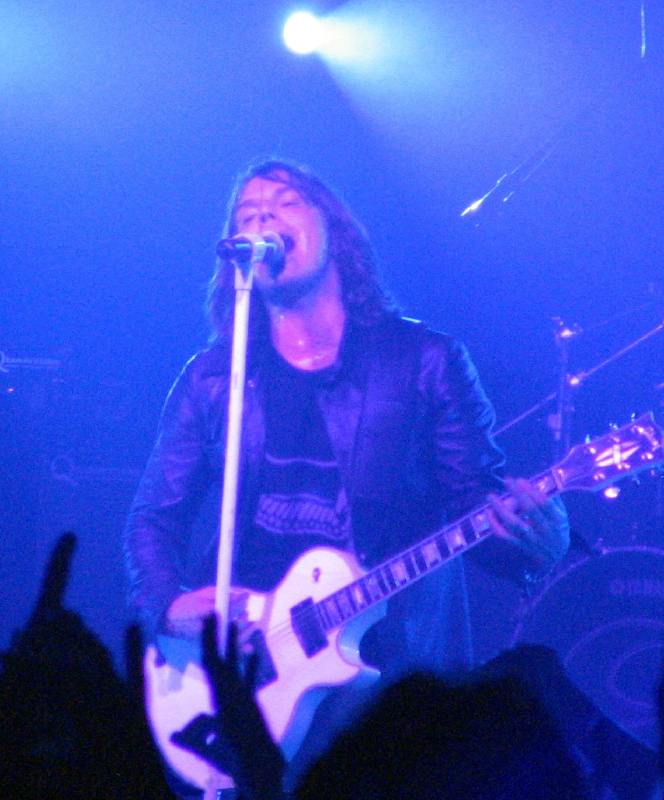
Joey Tempest dal vivo all'Alcatraz di Milano nel 2004, durante lo Start from the Dark Tour

Nel dicembre 1982 gli Europe registrarono in poche settimane il loro album di debutto, (chiamato semplicemente Europe) e lo pubblicarono il 24 febbraio 1983. Per registrare la strumentale Boyazont, scritta da John Norum e Eddie Meduza, bastarono 30 minuti. Nell'album furono incluse le nuove versioni delle canzoni contenute nella demo, più In The Future To Come e nuove canzoni come Words of Wisdom e Memories. Il testo di Rock On venne modificato e fu inclusa nell'album con il titolo Farewell.
Lo stile era hard rock melodico ed è ovvio che sia stato influenzato da gruppi come Thin Lizzy, Deep Purple e Rainbow i quali piacevano molto ai membri del gruppo. Ma gli Europe ebbero sempre un loro particolare stile, grazie soprattutto all'abilità di compositore di Joey Tempest.
La Hot Records era una piccola casa discografica, quindi stanziò solo una piccola somma per Europe: 100.000 kronor svedesi (circa 14.000 euro). La qualità del suono dell'album non fu grandiosa, soprattutto perché l'hard rock in Svezia era un genere nato da poco: fu difficile trovare produttori e tecnici in grado di mixare quel suono. Ma gli Europe provarono ad autoprodursi l'album e il risultato fu buono. Ottennero anche un aiuto da Thomas Erdtman e dall'ingegnere del suono Erik Videgård.
La copertina originale dell'album raffigurava semplicemente i quattro membri del gruppo su uno sfondo blu. Il logo Europe, che tuttora contraddistingue tutti i loro singoli e album (fatta eccezione per l'ultimo Always the Pretenders), fu disegnato dal fratello di Tony Reno, Toivo Niemistö.
Gli Europe divennero molto popolari in Svezia e l'album raggiunse l'ottava posizione nelle classifiche svedesi, vendendo 30 000 copie nelle prime due settimane dall'uscita, risultato che si poteva considerare ottimo. In totale vendettero 1 milione di copie di Europe in tutto il mondo.
Un'intervista in studio con gli Europe e Children of This Time suonata dal vivo, nell'aprile 1983, che furono trasmessi nella popolare TV Casablanca, donò più popolarità al quartetto. Più tardi, in primavera, iniziò il tour di 25 concerti in totale. Anche il tour fu un successo, esaurendo tutti i posti a quasi tutti i concerti. A quel tempo gli Europe godevano ancora di uno scarso equipaggiamento per i concerti, diventarono comunque il gruppo hard rock più famoso della Svezia e finirono diverse volte sui giornali.
Un giorno, la giornalista giapponese Masa Itoh visitò un negozio di dischi importati a Londra. Lì trovò l'album Europe e decise di comprarlo. Lo ascoltò e le piacque a tal punto che lo fece ascoltare anche ad un suo caro amico, T.T. Tsutsumi, il direttore della casa discografica giapponese Victor Records, e piacque anche a lui. Erdtman ricevette una chiamata da Tsutsumi, che gli disse di essere interessato alla diffusione di Europe in Giappone. L'album fu così pubblicato in Giappone, dove ottenne un gran successo, raggiungendo la decima posizione nelle classifiche, soprattutto grazie al singolo Seven Doors Hotel, il quale fu diffuso anche in Svezia ma non vendette tanto quanto in Giappone.
Fu anche girato il primo videoclip per la traccia di apertura dell'album: In The Future To Come. La somma stanziata per il videoclip non era granché ed il risultato ne risentì molto. Nel video, i 4 suonano in una zona deserta coperta totalmente di neve (che in realtà era sapone) e compaiono immagini di lanci di razzi ed esplosioni. Il video fu trasmesso solo un paio di volte dalla televisione giapponese e tutt'oggi gli Europe non ne vanno orgogliosi.
Erdtman pensò che gli Europe adesso dovessero trovarsi un nuovo look, ma il gruppo se ne disinteressò.

### Wings of Tomorrow
Dal momento che Europe era stato un così grande successo in Svezia, non ci fu dubbio riguardo al registrare un nuovo album. Thomas Erdtman aveva dato a Joey uno studio portatile, che poi era un registratore. Joey spese molto tempo con il suo registratore, creando le demo delle canzoni del successivo album degli Europe.
(Joey Tempest)
In quel periodo Joey era molto influenzato dal progetto solista del chitarrista Michael Schenker degli UFO. Questa influenza può essere notata soprattutto in canzoni come Wings of Tomorrow. Altre canzoni che Joey compose sono le ballate Dreamer e Open Your Heart. L'album fu poi chiamato Wings of Tomorrow e fu registrato durante l'inverno del 1983-1984 ai Polar Studios, uno studio usato precedentemente da band come ABBA, Scorpions e Led Zeppelin. Fu qui che gli Europe incontrarono Leif Mases, già conosciuto per il suo lavoro con i Led Zeppelin, che avrebbe prodotto l'album.
La somma stanziata per Wings of Tomorrow fu di 400 000 corone svedesi (circa 56 000 euro). La qualità del suono di Wings of Tomorrow fu migliore di quella dell'album precedente, ma Joey non fu completamente soddisfatto della produzione.
 L'album fu pubblicato il 24 febbraio del 1984, esattamente un anno dopo la pubblicazione di Europe. Poco dopo la sua realizzazione, 70 000 copie dell'album furono vendute in Svezia e in totale – proprio come Europe – un milione di copie furono vendute in tutto il mondo.
Originariamente il primo singolo dell'album doveva essere Lyin' Eyes. Ma, il giorno della sua pubblicazione, le copie del singolo furono ritirate e distrutte a causa della scarsa qualità della registrazione. Gli Europe decisero di optare per Stormwind come primo singolo.
Il secondo singolo, Open Your Heart ebbe molto successo e raggiunse la seconda posizione nelle classifiche Svedesi. Altre grandi canzoni di Wings of Tomorrow sono Wasted Time, la strumentale Aphasia, e una delle canzoni più heavy dei primi Europe: Scream Of Anger, scritta da Joey e Marcel Jacob.
La band sentì di aver bisogno di un manager, e offrirono a Erdtman il lavoro. Nel tardo febbraio, in contemporanea con la realizzazione dell'album, Joey e Thomas iniziarono un viaggio di promozione per gli Europe. Inizialmente si recarono negli Stati Uniti per negoziare un contratto internazionale per la band. Erdtman aveva appuntamento con le più grandi case discografiche: la Polygram, A&M, Warner Bros. e CBS. A New York Erdtman incontrò un vecchio collega della CBS che lo aiutò nel dipartimento della A&R, alla Epic Records. Lasciò lì una copia di Wings of Tomorrow con il numero dell'albergo dove alloggiava. Presto ebbe una chiamata da parte di Lennie Petze, il manager del dipartimento A&R della Epic, che fissò un appuntamento con Erdtman. Intanto Thomas e Joey erano sulla strada per Los Angeles per incontrare delle persone della A&M. Petze, che aveva pianificato di andare a San Francisco, decise di andare a Los Angeles invece, per poterli incontrare. Un'ora prima dell'incontro stabilito con la A&M, Joey e Thomas pranzarono insieme a Petze e annullarono l'appuntamento con la A&M. Dopo l'incontro con Lennie Petze, Joey e Thomas volarono a Tokyo, in Giappone. Per una settimana intera Joey si dedicò solamente a interviste con giornali, televisioni e stazioni radio.
Tornato in Svezia, cominciò il Wings of Tomorrow tour, a Mjölby, in Svezia, nal tardo aprile 1984. Stavolta gli Europe avevano un migliore equipaggiamento di luci e suoni, quindi i concerti furono con una migliore qualità tecnica. Cambiò anche il look dei componenti della band: tutti si fecero una permanente e si comprarono nuovi vestiti da concerto.
Joey aveva suonato le tastiere sia negli album che nei concerti, ma non riusciva a suonare e cantare contemporaneamente. Siccome egli preferiva concentrarsi solo sul canto e le tastiere stavano diventando sempre più importanti nello stile musicale degli Europe, decisero quindi di trovare un nuovo tastierista che suonasse ai concerti. Joey pensò a Gunnar Michaeli, che aveva visto negli Avalon una volta ad un rock gala. In quel periodo Gunnar doveva registrare un album con la sua nuova band, gli Universe, ma quando gli fu chiesto di unirsi agli Europe, lasciò gli Universe e si unì agli Europe. Anche lui decise di scegliere un nome d'arte, Mic Michaeli.
A metà dell'estate del 1984, gli Europe presero una pausa dal loro Wings of Tomorrow tour per suonare a un grande festival rock in Finlandia. Quello fu il primo concerto all'estero, e fu un successo. Il lavoro di Mic con le tastiere in tour gli valse l'invito ad unirsi ufficialmente alla band.
Pochi giorni dopo avvenne un altro avvicendamento nella formazione: gli Europe licenziarono Tony Reno. La decisione fu presa dal manager e all'insaputa della band. Erdtman lo licenziò per lettera. Poi gli Europe e Tony si incontrarono un'ultima volta e parlarono riguardo a questo. Tony non l'aveva presa per niente bene riguardo al licenziamento:
(Tony Reno)

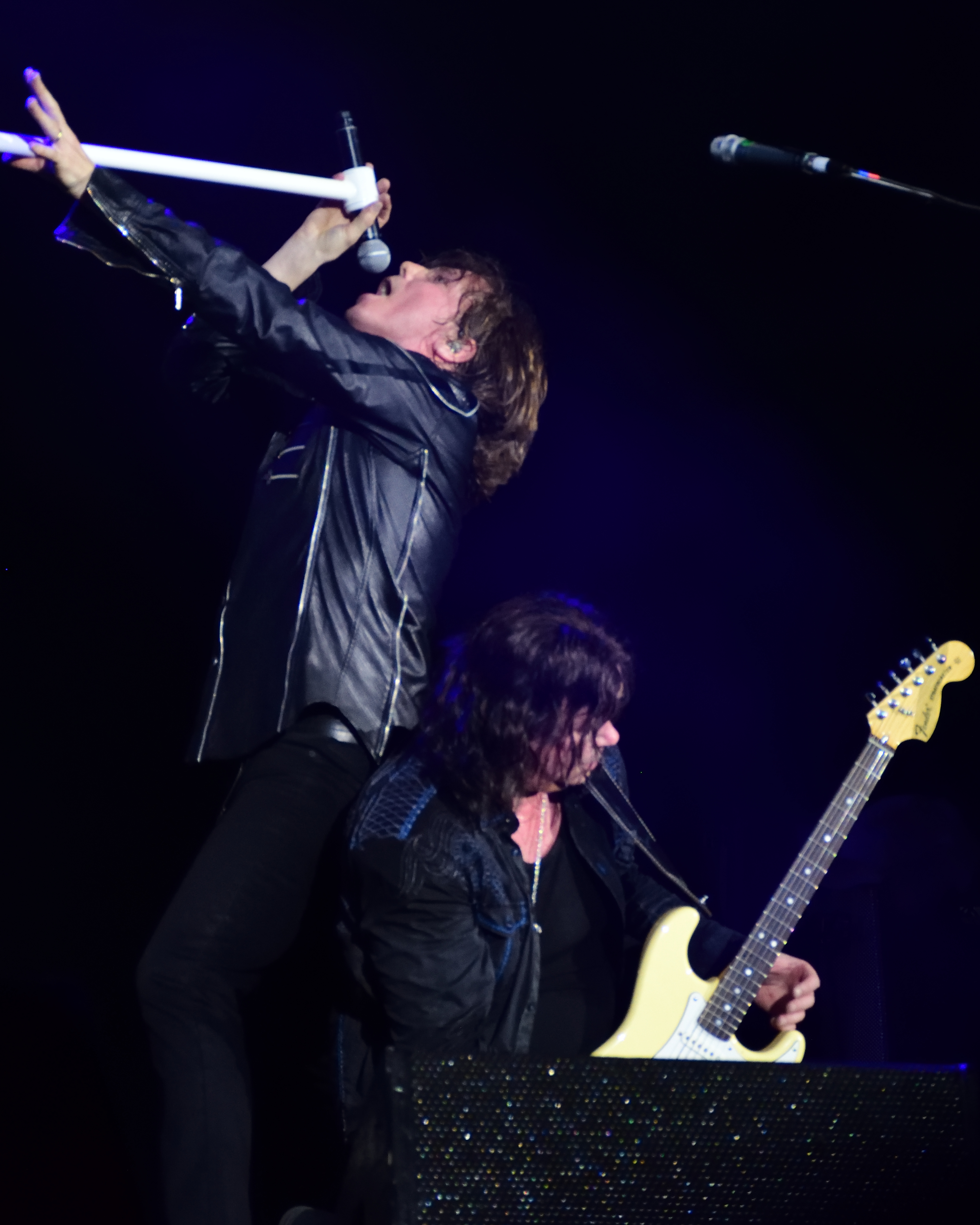
John Norum dal vivo con gli Europe nel 2009

Norum scoprì che il batterista fondatore dei Trilogy, Ian Haugland, stava cercando una nuova band. A quel tempo Ian lavorava all'aeroporto Arlanda a Stoccolma e spesso pensava di trovare una band a cui unirsi. Thomas Erdtman lo chiamò a casa e lasciò un messaggio sulla segreteria telefonica. Più tardi Ian chiamò e gli fu detto che gli Europe erano interessati ad averlo come nuovo batterista. Ian ne restò colpito e si incontrò con la band alla loro nuova sala prove.
La band con la nuova formazione si esercitò per un intero mese, e Ian venne integrato negli Europe. Successivamente, gli Europe tornarono on the road per completare il loro Wings of Tomorrow tour, che sarebbe ripartito da Värmland. Nuove canzoni come Rock the Night e Ninja furono inserite nella scaletta dei concerti e furono accolte calorosamente dai fan. Un bell'augurio per il prossimo album, dato che erano destinate a farne parte. Il Wings of Tomorrow tour terminò con la fine del 1984.

### La consacrazione: Il passaggio ad unamajor
Durante l'inverno del 1985, la band si recò ai Soundtrade Studios a Solna per registrare il singolo Rock the Night. Questa è la prima registrazione degli Europe con Ian e Mic nella formazione. Gli Europe produssero il singolo da soli insieme all'ingegnere del suono Ronnie Thunder Lahti. Originariamente chiesero a Leif Mases di produrre il singolo, ma rifiutò l'offerta. La band registrò una nuova versione di Seven Doors Hotel da inserire come lato B. Per motivi finanziari non si poterono permettere di registrare altre canzoni oltre a Seven Doors Hotel (la successiva avrebbe dovuto essere The King Will Return).
Proprio quando gli Europe erano occupati con il singolo Rock the Night, Thomas Erdtman si precipitò da loro: il contratto con la Epic Records era finalmente stato redatto ed Erdtman lo portò a far firmare. Era un lungo contratto (più di 100 pagine), quindi non ebbero tempo di leggerlo tutto, ma decisero di firmarlo lo stesso. Dopotutto, quella era la loro grande chance. Ian commentò più tardi che avrebbero forse dovuto farlo leggere a qualche avvocato, prima di firmarlo.
Più tardi quell'anno gli Europe furono contattati dal regista Staffan Hildebrand per partecipare nel suo nuovo film On the Loose e se Joey fosse interessato a scrivere la colonna sonora del film. Joey decise di inserire Rock the Night nella colonna sonora, insieme ad altre due canzoni che registrò da solo: On Broken Wings e On the Loose. Joey suonò tutti gli strumenti da solo, eccetto la batteria che fu suonata dal computer e l'assolo di chitarra in On the Loose che fu eseguito da John Norum.
Il singolo Rock the Night fu realizzato e, qualche tempo dopo, l'EP On the Loose. Ma benché 2 delle 3 canzoni incluse nell'EP furono registrate da Joey, sulla copertina fu stampato lo stesso il logo Europe, che lo faceva sembrare un singolo degli Europe. A John Norum questo non piacque affatto:
(John Norum)
In totale, 90 000 copie dei due singoli furono vendute in appena due mesi, facendo di Rock the Night (ri-registrata da tutta la band) la prima grande hit degli Europe in Svezia.
Il film On the Loose fu registrato nella piccola città di Katrinaholm nel 1985. Gli Europe apparirono nel film, con Joey che recitava una delle parti principali. Uno degli altri attori era la vecchia rock star Jerry Williams. La trama del film si evolve attorno alla giovane coppia Peter e Nina. Gli Europe vengono nella loro città per un concerto e si scopre che Nina aveva avuto una storia d'amore con Joey anni prima. A Peter, un giovane operaio fidanzato di Nina, ciò non piace affatto…
Dal momento che sia il film sia il singolo Rock the Night avevano avuto molto successo, gli Europe decisero di intraprendere un nuovo tour: On the Loose tour. Stavolta avrebbero suonato nei palazzetti dello sport. Il budget per questo tour era molto più grande che nei precedenti tour, quindi si poterono permettere strumenti ed effetti speciali più costosi. Il tour fu un disastro al botteghino, con solo tre canzoni nuove (Danger On The Track, Love Chaser e Carrie) e il pubblico disertò le date. La prima versione di Carrie era solamente pianoforte e voce. Dopo il tour gli Europe finalmente ebbero tempo per riposarsi. Un giorno, il giornale giapponese Burrn! fece loro una'intervista poiché in Giappone moltissimi fan aspettavano il nuovo album. Negli Stati Uniti, invece Wings of Tomorrow era stato pubblicato nel maggio del 1985, ma non aveva venduto molto, soprattutto perché la Epic non si era impegnata tanto nella promozione. In proposito, il giornalista musicale Anders Tengner commentò «Fu come se avessero gettato il CD contro il muro sperando che ci si attaccasse.»
Durante l'estate del 1985, Joey scrisse e produsse il singolo Can't You Stay per la sorella di John Norum, Tone Norum. Originariamente aveva scritto la canzone per il successivo album degli Europe, ma poi si era reso conto che era un brano non attinente a quello che era lo stile della band. Oltre a produrre il singolo, Joey suonò tutti gli strumenti e le voci di background, mentre John Norum registrò gli assoli e Ian Haugland delle parti di batteria.
A quel tempo, Joey fu incaricato dal produttore Dieter Derks di scrivere una ballad per gli Scorpions. Scrisse la canzone One Of A Kind e gliela spedì. Non avendo avuto alcuna risposta, la canzone fu poi inclusa nell'album di debutto di Tone Norum, One Of A Kind.
Più tardi a Joey fu chiesto di scrivere una canzone per l'album benefico Swedish Metal Aid. L'intenzione era di produrre un singolo e il guadagno ricavato dalle vendite sarebbe stato donato alla popolazione dell'Etiopia in crisi per carenza alimentare. Joey scrisse la canzone, Give A Helpin' Hand, che fu registrata verso la fine del 1985. Joey era una delle sei voci principali nella traccia (gli altri erano Robert Ernlund (Treat), Björn Lodin (Bedlam), Malin Ekholm (Aphrodite), Tommy Nilsson (Easy Action) e Joakim Lundholm (220 Volt), accompagnati da un enorme coro che consisteva dai 150 membri da quasi tutte le hard rock band svedesi, inclusi gli Europe. Il singolo fu prodotto da Kee Marcello, il chitarrista della sleaze rock band Easy Action, il quale registrò anche l'assolo di chitarra. Questa fu la prima volta che gli Europe e Kee collaborarono, ma non l'ultima.

### L'apice: The Final Countdown
Prima dell'apertura pomeridiana della discoteca di Stoccolma Galaxy, molte persone aspettavano fuori di poter entrare. I proprietari della Galaxy volevano che una canzone strumentale fosse suonata mentre la coda aspettava. Quindi verso il 1983-1984 chiesero a Thomas Erdtman se Joey potesse scrivere una canzone. Joey accettò, e prese in prestito le tastiere da Mic, che nel frattempo non era ancora negli Europe. Dopo un po' Joey venne fuori con un riff ispirato alla canzone di David Bowie Space Oddity e lo dette alla Galaxy. Un giorno, nel 1985, gli Europe erano proprio al Galaxy e la canzone di Joey fu suonata. La canzone piacque molto a John Levén:
(John Levén)
Quella canzone era The Final Countdown, quella che sarebbe diventata la più famosa canzone degli Europe. Scritta nel 1982, vendette milioni di CD.
All'inizio le reazioni degli altri membri furono varie:
(Ian Haugland)
(John Norum)
Gli Europe avevano iniziato a pensare al nuovo album durante l'estate del 1985. Dieter Derks si mostrò interessato a produrli su scala internazionale, ma poi scelse di produrre Come Out And Play dei Twisted Sister. Altri produttori interessati erano Tony Platt (Gary Moore) e Bruce Fairbairn (Bon Jovi), ma nessuno dei due diede una risposta affermativa. Infine decisero per Kevin Elson, ex ingegnere del suono dei Journey. Ma poco dopo che gli Europe contattarono Elson, egli ricevette un'offerta per l'album degli UFO in seguito alla loro riunione. Scelse gli Europe ed il budget per l'album era di 1 milione di corone svedesi. Elson suggerì alla band di registrare presso i Powerplay Studios a Zurigo.
Molte delle canzoni erano già pronte da molto tempo, ma una settimana prima di andare a Zurigo, Joey scrisse la canzone Cherokee, ispirato dalla storia dei nativi americani. Nuove versioni di Rock the Night e On The Loose furono incluse nell'album, insieme alle canzoni suonate dal vivo nella seconda parte del Wings of Tomorrow tour, come Carrie, Ninja e Love Chaser. Un'altra nuova canzone era On Broken Wings, che sarebbe poi stata utilizzata come b-side di The Final Countdown.
Gli Europe, con The Final Countdown, avevano ormai cambiato il loro stile musicale e si erano orientati su un hard rock più melodico, ispirati da band come i Journey e i Foreigner. La registrazione dell'album proseguiva bene, quando Joey ebbe problemi di voce. La diagnosi era che aveva le corde vocali infiammate; aveva preso un virus e gli fu detto di non cantare, né di parlare. Joey tornò a Stoccolma per riposarsi e curò la sua voce. Anche gli altri ragazzi tornarono a casa, avendo finito il proprio lavoro. Quando la voce migliorò un po', Joey cantò Give A Helpin' Hand insieme allo Swedish Metal Aid dal vivo allo spettacolo di Nöjesmassakern, tuttavia con la febbre a 38 gradi.
Quindi si recò ai Soundtrade Studios a Solna per provare di nuovo a registrare le tracce vocali sull'album. La prima canzone che cantò fu The Final Countdown. Quella era l'unica canzone che la sua voce poté sostenere. Dopo di ciò si recò in Florida, perché la stagione calda poteva aiutare la sua voce a migliorare, e successivamente si recò allo studio di Kevin Elson ad Atlanta. Dopo molte prove, riuscì a cantare Ninja. Ma non era ancora soddisfatto del lavoro. Joey era profondamente depresso, pensando che la sua carriera fosse finita.
Questo problema fece sì che il costo per la registrazione dell'album superasse il budget stanziato. Quando Lennie Petze alla Epic ascoltò The Final Countdown, decise di duplicare la somma stanziata (portandola quindi a due milioni di corone). Di nuovo in Svezia, Joey e Ian erano andati al centro benessere di Skebo Herrgård. Qui Joey riposò e Ian si mise a dieta. «Credo di aver perso circa 10 kg in una settimana» dice scherzando Ian.
Dopo di ciò, Joey assunse il maestro di canto Bo Sydow per aiutare la sua voce a migliorare. Costui lo aiutò molto, e quindi si recarono a San Francisco, dove Joey cantò le rimanenti nove canzoni in dieci giorni.
Nel febbraio del 1986, il primo singolo dall'album fu realizzato in Svezia: The Final Countdown. Subito si piazzò al primo posto delle classifiche svedesi, e ciò fu un enorme sorpresa per gli Europe. Originariamente avevano pensato di utilizzare The Final Countdown come canzone di apertura per i concerti, non come singolo, ma siccome Rock the Night era già stato realizzato e Carrie non era adatta ad essere il singolo trascinante, scelsero The Final Countdown. Continuarono ad utilizzarla come canzone di apertura e chiusura dei concerti per l'intero The Final Countdown world tour.
La pubblicazione dell'album era stata ritardata a causa dei problemi occorsi a Joey Tempest, ma subì ancora un nuovo ritardo. Infatti, benché fosse tutto ormai terminato, la copertina non era ancora stata disegnata dal disegnatore americano Les Katz. Egli cominciò a lavorare sulla copertina prima che l'album fosse terminato.
Quindi gli Europe dovettero incominciare il loro The Final Countdown world tour senza l'appoggio dell'album. Il primo concerto fu tenuto a Gävle, il 29 aprile del 1986. Joey e gli Europe erano più in forma che mai, musicalmente parlando, donando una fantastica prestazione ad ogni concerto. Ma quasi in tutto il tour svedese, i concerti erano pieni solo per metà.
Se un concerto rock deve essere di successo, una delle cose più importanti è avere un pubblico che conosca tutto, o la maggior parte delle canzoni; ma adesso gli Europe suonavano le canzoni del nuovo album e c'erano molte canzoni che il pubblico non aveva mai sentito prima. I giornali dicevano che il tour si sarebbe rivelato alla fine un fiasco economico per gli Europe. Il tour manager stavolta era Bosse Norling, il quale aveva precedentemente seguito il tour con gli ABBA. Il tour fu molto costoso, circa 102 000 corone (circa 14 300 euro) al giorno.
Finalmente, il 26 maggio 1986, il giorno dell'ultima data svedese, a Solna, l'album The Final Countdown fu pubblicato. Ottenne fantastiche recensioni dappertutto, tutto era detto come grandioso: le canzoni, la voce, la produzione. Ironicamente, l'unica cosa per cui The Final Countdown ebbe delle critiche fu la copertina. Essa è sostanzialmente composta dai ritratti dei ragazzi che volano via dalla Terra che fa da sfondo. Gli stessi Europe non erano affatto colpiti dalla copertina.
Una televisione svedese era lì a Solna per filmare il concerto degli Europe. Sarebbe poi stato mandato in onda in televisione. Anche una compagnia statunitense di promozione era lì per filmare il concerto e c'era anche una festa per la pubblicazione dell'album in Europa. Lo stesso giorno e nello stesso posto, gli Europe decisero di girare il loro secondo video: The Final Countdown.
Agli Europe fu garantito un disco d'oro sulla base dei preordini dell'album – 50 000 copie. In soli due mesi, altre 100 000 copie dell'album furono vendute. Ma, non tutti erano contenti della produzione dell'album, nonostante il grande successo.
(John Norum, Europe – The Final Countdown Tour 1986: Live in Sweden - 20th Anniversary Edition DVD)

### Il successo internazionale e l'avvicendamento Norum/Marcello
La campagna internazionale di promozione di The Final Countdown iniziò in Europa nel luglio del 1986. Il singolo fu spedito alle stazioni radio e dopo molte trasmissioni, iniziò a scalare la maggior parte delle classifiche europee. La prima nazione in cui raggiunse la prima posizione è l'Olanda. Joey passò tutta l'estate per produrre l'LP di debutto di Tone Norum, sorella di John Norum, chiamato One of a Kind. Fece una pausa solo quando si recò, insieme e Thomas Erdtman, negli Stati Uniti per promuovere The Final Countdown. Il video della canzone entrò nella High Rotation di MTV.
Il 3 settembre gli Europe iniziarono il tour giapponese. Questo era il loro primo tour in tale nazione; l'unica band Svedese che prima era andata in tournée in Giappone erano stati gli ABBA. Il tour contò sei concerti in Giappone, di cui quattro a Tokyo, uno a Osaka e uno a Nagoya. Il background dello stage e tutto l'apparato del suono e delle luci era stato preso in prestito direttamente in Giappone, poiché sarebbe stato troppo costoso portarlo dalla Svezia; l'unica cosa che gli Europe si dovettero portare dietro erano gli strumenti. Nei concerti una delle tracce più apprezzate fu, nemmeno a dirlo, Seven Doors Hotel, la prima hit degli Europe là in Giappone.
La Scandinavia e il Giappone erano innamorati degli Europe.
Oltre i concerti, gli Europe ebbero un sacco di lavoro da svolgere in Giappone: la Victor Records aveva pianificato diverse interviste televisive, conferenze stampa e sessioni fotografiche. Per l'occasione, un nuovo singolo fu realizzato solo per il mercato Giapponese: Love Chaser. Una versione strumentale di Love Chaser e Carrie furono poi inclusi nella colonna sonora per il film Pride One. Altro singolo fu Cherokee.
Un nuovo tour in Svezia – ripreso in parte per la televisione (il concerto di Solna, il 27 maggio) e mandato in onda due mesi dopo giusto a spingere ancora di più le vendite. Fu girato un videoclip: The Final Countdown, girato al Solnahallen, a Solna (Svezia).
(John Norum, Europe – The Final Countdown Tour 1986: Live in Sweden - 20th Anniversary Edition DVD)
All'apice del loro successo, una terribile notizia colpì il gruppo: il chitarrista fondatore John Norum confessò agli altri membri del gruppo che aveva deciso di lasciare gli Europe. Era stanco di questo infinito tour promozionale, stanco degli show in playback alla televisione, stanco delle interviste e delle foto.
(John Norum)
Norum e gli altri membri avevano forti contrasti riguardo alla musica: Norum voleva suonare la chitarra in modo più hard, uno stile che non si sarebbe adattato alle canzoni degli Europe secondo gli altri. Gli altri, d'altro canto, volevano usare più tastiere, ma non Norum. Aveva scritto delle canzoni che voleva che fossero pubblicate nell'album ma non c'era posto per loro. «Tempest scrive le canzoni» era la legge.
Ma la principale ragione per cui Norum voleva lasciare gli Europe erano i problemi interni tra lui ed il manager Thomas Erdtman. Subito dal principio John Norum aveva capito che Erdtman voleva solamente fare soldi e non ci avrebbe pensato due volte a tradire gli Europe per il denaro. Norum non avrebbe voluto firmare il contratto con la Epic Records e Thomas Erdtman, ma gli altri 4 lo convinsero. Intorno al 1984-1985, la madre di John aveva iniziato ad uscire con Thomas Erdtman:
Gli altri ragazzi furono scioccati dalla decisione di Norum, ma allo stesso tempo lo capivano. Non andavano avanti così bene negli ultimi tempi, così forse era meglio che John Norum se ne andasse via.
(Ian Haugland)
(Mic Michaeli)
(John Levén)
John Norum accettò di andare in tour con gli Europe per alcune altre date, per dar modo alla band di trovare un sostituto; poi se ne sarebbe andato. I ragazzi accettarono di mantenere la decisione di John segreta. Una band incompleta significa perdita di popolarità. L'unica cosa a cui pensarono i 4 quelle notti era trovare un rimpiazzo a John Norum. Volevano un chitarrista svedese veramente bravo, e alla fine pensarono tutti alla stessa persona: Kee Marcello, il chitarrista degli Easy Action con il quale gli Europe avevano lavorato alla produzione del singolo Give a helpin' hand per lo Swedish Metal Aid.
(John Levén)
Quindi Thomas Erdtman chiamò Kee Marcello e gli propose la cosa, ma, sorprendentemente, ebbe un rifiuto.
(John Levén)
Ma gli Europe non si rassegnarono. Un pomeriggio Thomas Erdtman incontrò un'amica di Kee all'Hard Rock Café a Stoccolma, e le chiese di convincere Kee. La ragazza pensava che Kee fosse stupido a rifiutare l'offerta e promise di fare di tutto per convincerlo.
Nel frattempo gli Europe ebbero la loro rivincita con il secondo tour svedese. Adesso le chiacchiere del fiasco economico erano ben lontane. Città dopo città, con tutti i concerti esauriti traversarono la Svezia. Il tour svedese si concluse al famoso Ice Stadium di Stoccolma. Il singolo The Final Countdown ormai era alla prima posizione nella Germania occidentale e continuava a scalare le classifiche di tutta Europa.
Quindi la band si recò a Monaco di Baviera per uno showcase, cioè un concerto solamente per invitati speciali, stampa e case discografiche. Appena dopo quel concerto, Thomas Erdtman ricevette una chiamata dalla Svezia. Kee Marcello aveva cambiato idea ed era pronto ad unirsi agli Europe. A Norum fu chiesto di fare un ultimo tour promozionale con gli Europe, poiché non c'era tempo per Kee di esercitarsi. Gli Europe si esibirono in playback a vari spettacoli TV in tutto il continente e completarono il tour ad Amsterdam, nei Paesi Bassi, il 31 ottobre 1986. Qui suonarono al festival annuale della musica del canale Sky, che era tenuto alla discoteca Escape.
Norum era felice quando lo show fu finito.
(John Norum)
Lui e gli Europe si lasciarono da amici all'aeroporto Arlanda a Stoccolma. Forse fu bene per entrambi che Norum abbandonasse il gruppo. Ma si pentì mai John Norum di quello che aveva fatto?
(John Norum)
(Ian Haugland)
Adesso Kee era il nuovo chitarrista degli Europe. Dopo aver provato le canzoni a casa per qualche settimana, era giunto il tempo per suonare con la band.
(Mic Michaeli)
Nel tardo novembre girarono il video di Rock the Night e Carrie. Il video di Rock the Night fu filmato all'Hard Rock Café a Stoccolma, quello di Carrie fu girato in Inghilterra.
La prima performance ufficiale di Kee Marcello insieme agli Europe fu al Peters Popshow, una trasmissione televisiva, in Germania, di fronte a più di 16 000 persone, il 12 dicembre del 1986. Tra gli altri artisti che suonavano quella sera c'erano Samantha Fox, i Depeche Mode, Billy Idol ma i più famosi erano definitivamente gli Europe. Lo show fu mandato in onda nelle televisioni di ben 36 nazioni e fu guardato da più di 50 milioni di persone. Successivamente la band fece un altro tour promozionale e vari show televisivi.
(Kee Marcello)
Il 2 novembre 1986, il singolo The Final Countdown aveva raggiunto la prima posizione in Inghilterra. L'evento fu festeggiato con una bevuta di birra ad un pub inglese a Stoccolma. Alla fine dell'anno, il singolo era stato venduto in più di 2 milioni di copie.
Il primo concerto in Europa fu tenuto a Bergen, in Norvegia, il 24 gennaio 1987.
(Kee Marcello)
Il 23 febbraio 1987, gli Europe si esibirono al mitico Hammersmith di Londra, concerto che poi sarebbe stato incluso nel loro DVD The Final Countdown world tour. Il tour terminò il 12 marzo 1987. I concerti erano pieni in ogni città in cui avevano suonato, come a Zurigo, in Svizzera, dove 12 000 persone vennero al concerto. In Italia un totale di 66 000 persone fu contato nelle sette date italiane degli Europe. In totale, più di 155 000 persone erano venute a vedere gli Europe dal vivo.
Subito dopo, gli Europe si recarono in Unione Sovietica per uno show televisivo.
(Kee Marcello)
Nel frattempo, negli USA, l'album ed il singolo erano piazzati all'ottava posizione delle classifiche di Billboard. I video di The Final Countdown e di Rock the Night erano mandati spesso in onda su MTV. L'America era pronta per gli Europe e gli Europe erano pronti per l'America: il primo tour americano della band svedese iniziò a San Francisco il 15 aprile 1987. Decisero di suonare nei teatri con capienza di 2000-3000 persone, dato che non sapevano quante persone sarebbero venute ai loro concerti. Pensavano che sarebbe stato meglio un teatro pieno che un palazzetto dello sport mezzo pieno. Tutti i concerti ottennero il "tutto esaurito".
Gli Europe suonarono in 23 città diverse degli Stati Uniti e viaggiarono per 14'565 chilometri. Per il tour avevano noleggiato un piccolo jet privato al costo di 650 000 corone svedesi (91 000 euro).
(Ian Haugland)
(John Levén)
Il tour finì a Philadelphia, il 17 maggio 1987. La TV svedese del canale SVT aveva seguito la band durante tutto il tour, producendo il documentario Europe in America, che fu mostrato in TV nel 1988. Il tour statunitense aveva dato buoni frutti: la più grande hit del nuovo continente fu Carrie che raggiunse la terza posizione, mentre The Final Countdown si fermò all'ottava; l'album era stato nelle classifiche di Billboard per ben 78 settimane, aveva raggiunto l'ottavo posto ed era stato premiato disco di platino (gli altri due sarebbero venuti successivamente). In totale, furono vendute 6 milioni di copie dell'album The Final Countdown (tutt'oggi sono 10 milioni le copie ufficialmente vendute, come afferma la Sanctuary Records), mentre l'omonimo singolo era stato 1º in 27 nazioni differenti e aveva sfiorato i 12 milioni di copie vendute.

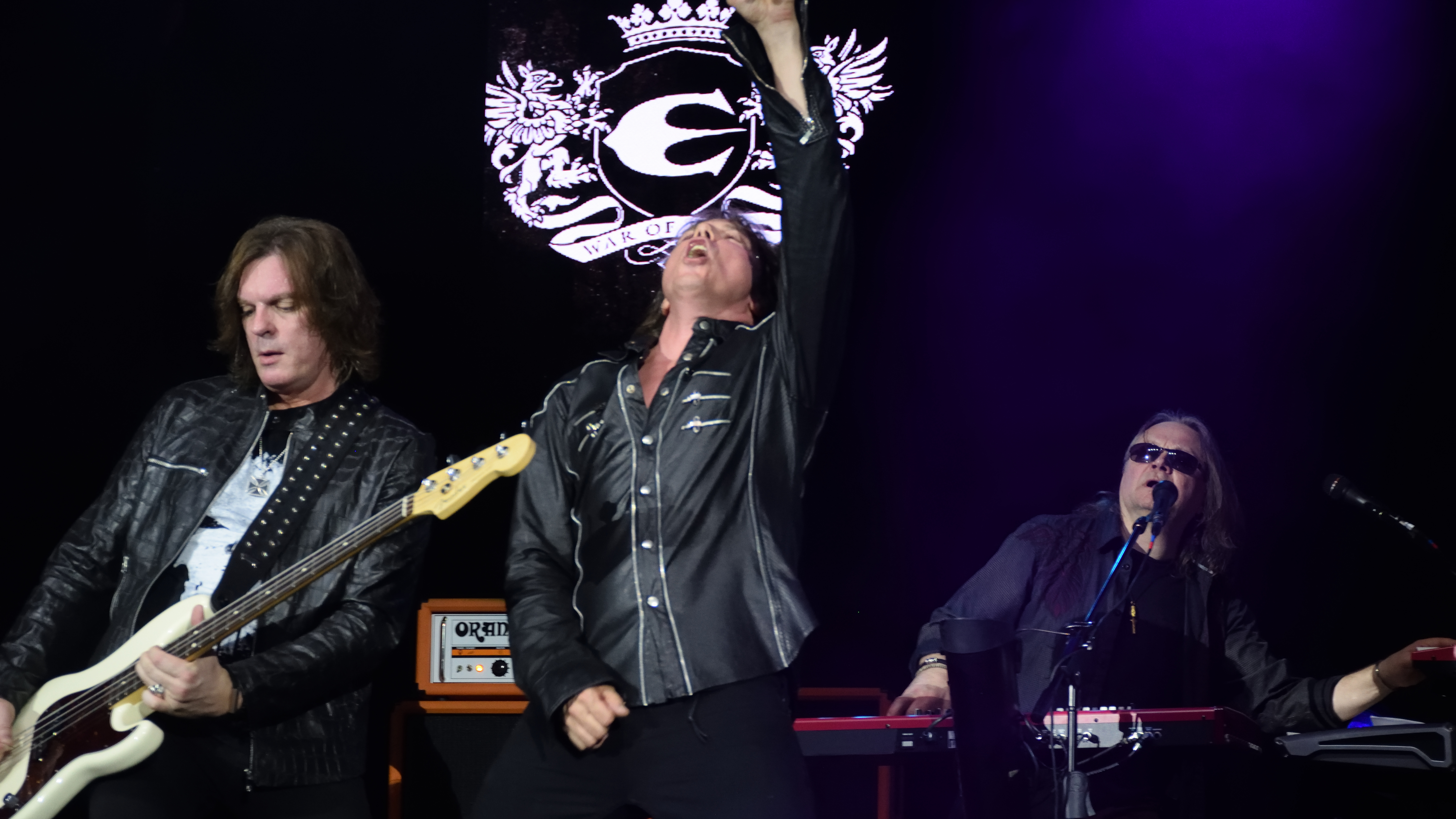
Joey Tempest dal vivo, 2013

A settembre, gli Europe si recarono ad Almeira, in Spagna, per girare il video di Cherokee. Fu filmato circa un mezzo miglio lontano dal mitico Per un pugno di dollari di Sergio Leone. Mentre giravano il videoclip, il set prese fuoco accidentalmente, e gli Europe e gli altri dovettero scavare una fossa per impedire alle fiamme di divampare altrove. Il singolo Cherokee fu poi pubblicato nel tardo novembre negli Stati Uniti, in Spagna ed altre nazioni. Il video della canzone è forse uno dei migliori che gli Europe abbiano mai girato.
Le tasse erano alte in Svezia, ed i consulenti di tasse degli Europe che erano abbastanza negligenti a quel tempo suggerirono che loro dovessero trasferirsi all'estero. Ma gli Europe commisero il più grande errore delle loro vite muovendosi. Solamente Mic Michaeli scelse di stare di casa in Svezia, gli altri traslocarono a Nassau alle Bahamas.
Ma il consulente di Mic gli disse di traslocare, se lui volesse farlo. Anche Mic si unì agli Europe. Più tardi tutti si trasferirono in un'isola nelle indie occidentali chiamata Turks & Caicos.

### Out of This World
Dopo tutto il successo di The Final Countdown, gli Europe erano ormai la priorità massima per la Epic Records, secondi solamente a Michael Jackson, quando giunse il tempo di registrare un nuovo album.
(Mic Michaeli)
Nel marzo del 1988, quando l'album The Final Countdown dopo 3 anni ondeggiava vicino alla centesima posizione delle classifiche americane di Billboard ed era prossimo ad uscire dalle classifiche, gli Europe si recarono a Londra per registrare il nuovo album, Out of This World. Le registrazioni occuparono tutta la primavera ed infine, nel giugno del 1988, il singolo Superstitious fu pubblicato. Il singolo si piazzò direttamente alla prima posizione in Svezia ed in altre nazioni.
L'album fu registrato agli Olympic Studios ed ai Townhouse Studios a Swanyard, Londra. Il produttore dell'album fu Ron Nevison, che precedentemente aveva lavorato con i Kiss, i Led Zeppelin e Ozzy Osbourne.
(Joey Tempest)
Kee Marcello disse una volta in un'intervista che Ron Nevinson era una delle persone meno simpatiche che avesse mai incontrato. Persino Ozzy Osbourne non era soddisfatto di Ron:
(Ozzy Osbourne)
In agosto l'album fu pubblicato e in due giorni ne furono vendute ben 1 milione di copie in tutto il mondo, che valsero ai cinque un disco di platino. Solo negli Stati Uniti, 600 000 copie dell'album furono vendute nel giorno della sua pubblicazione. In Italia l'album si posizionò saldamente all'ottava posizione. Lo stile dell'album era più melodico e AOR del precedente, e le tastiere avevano ormai un ruolo preminente nel suono degli Europe. Nell'album, oltre a grandi pezzi come la stessa Superstitious, Let the Good Times Rock ed il pezzo più heavy Ready or Not fu inserita anche una versione nuova di Open Your heart.
Durante l'estate del 1988 gli Europe intrapresero un nuovo tour negli Stati Uniti, questa volta come special guests dei Def Leppard, che erano in tour con il loro capolavoro Hysteria. A quel tempo, i Def Leppard erano la più famosa rock band in America, ed il loro album era primo nelle classifiche, quindi era una bella pubblicità per gli Europe.
(Ian Haugland)
Prima di lasciare l'America, gli Europe girarono un video per Superstitious alla Hamstead House di Long Island, a New York. In quel periodo il singolo era piazzato alla 31ª posizione mentre l'album toccava la sua punta massima alla 19ª posizione (8 ottobre 1988). Quindi gli Europe si recarono in Europa per un mese intero di promozione: interviste, foto, apparizioni ai programmi televisivi.
(John Levén)
Nel tardo 1988 il secondo singolo da Out of This World fu realizzato: Open Your Heart. Il video per la canzone fu registrato a Londra. A novembre del 1988, gli Europe si recarono in Asia per il loro tour, che cominciò con un concerto di beneficenza nello stadio di Bombay, in India, di fronte a più di 60 000 persone. Il tour fu concluso in Giappone, dove fu girato il video per il loro successivo singolo Let the Good Times Rock – al Budokan a Tokyo. Il tour europeo a sostegno di Out of This World iniziò il 10 gennaio del 1989, a Malmö in Svezia. A sostegno del tour, il singolo Let the Good Times Rock fu realizzato.
Il tour riscontrò un ottimo ascolto, con i concerti "tutto esaurito" in quasi tutte le nazioni, tra cui l'Italia. L'Out of This World Tour si concluse il 6 aprile del 1989 a Lille, in Francia. A quel tempo, le vendite mondiali di Out of This World erano a 2,3 milioni di copie.
Nel frattempo, nel 1989, fu ristampato in tutto il mondo Europe, il primo album e per questo evento, fu creata una nuova e migliore copertina, quella con la quale è comunemente conosciuto, dove è raffigurata una chiesa e in primo piano due statue di angeli.

### Prisoners in Paradise&Le Baron Boys

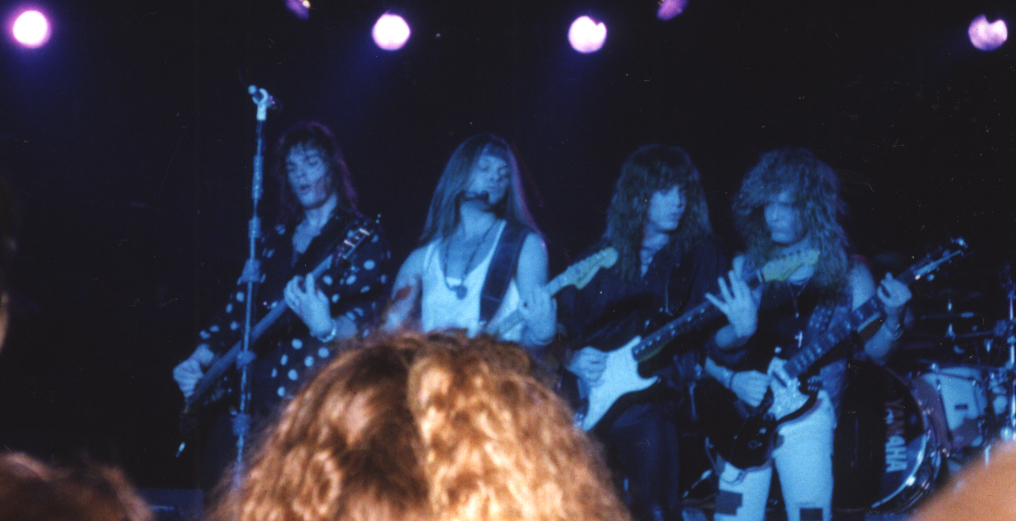
Gli Europe dal vivo ad Amburgo durante il Prisoners in Paradise Tour

Durante l'estate del 1989, gli Europe iniziarono a lavorare sul nuovo album.
(Ian Haugland)
Gli Europe decisero di licenziare il loro storico manager Thomas Erdtman, rimpiazzandolo con Herbie Herbert.
(Mic Michaeli)
John Norum afferma che Erdtman avesse sottratto milioni alla band, lasciando loro solo le briciole alla fine.
(John Norum)
Nel bel mezzo di tutto, fu chiesto agli Europe di suonare ad un festival al Milton Keynes, in Inghilterra insieme ai Bon Jovi, gli Skid Row e le Vixen, il 19 agosto del 1989, il giorno esatto del 26º compleanno di Joey Tempest. La scaletta degli Europe includeva quattro nuove canzoni composte durante l'estate: Yesterday's News, Seventh Sign, Wild Child e Little bit of lovin'. Lo stile della band era più duro e selvaggio, influenzato sempre di più dai Thin Lizzy, Led Zeppelin e Rainbow.
Più tardi, il 17 settembre del 1989, gli Europe tennero un concerto nel mitico club Whisky a go-go a Hollywood, in California.
(Ian Haugland)
Nel febbraio del 1990, gli Europe si recarono in Cile per suonare al festival annuale della musica a Viña Del Mar. La doppia notte a Viña Del Mar degli Europe è uno dei concerti leggendari della band: una folla enorme di persone, le luci e gli effetti sullo stage sono grandiosi, e la band offre un'ottima performance, terminando i due concerti con due cover fatte molto bene: A Hard Day's Night (The Beatles) e Hound Dog (Elvis Presley). Nella scaletta furono inserite molte nuove canzoni che poi sarebbero comparse su Prisoners in Paradise. Ai due concerti in Cile seguì un tour nel sud-est asiatico. La band passò anche del tempo nelle Indie Occidentali, dove avevano residenza, a Londra, San Francisco e Los Angeles per scrivere nuove canzoni, quali Here Comes the Night, Break Free, Girl from Lebanon e Homeland.
Quindi scelsero il produttore per il prossimo album.
(Ian Haugland)
Sfortunatamente la loro casa discografica non la pensava allo stesso modo.
(Ian Haugland)
Furono scritte quattro nuove canzoni: All or Nothing, Halfway to Heaven, I'll Cry for You, Prisoners in Paradise. Il titolo originale dell'album era Break Free e la canzone sarebbe dovuta divenire il singolo trascinante, ma fu tolta dall'album perché non era adatta allo stile della band secondo la Sony. Quindi gli Europe scelsero come titolo Prisoners in Paradise. Molte altre canzoni furono rimosse, per esempio Here comes the Night, Mr. Government Man, Yesterday's News. La Sony pensò che queste canzoni erano troppo heavy per essere incluse nell'album. Cercarono di togliere anche Girl From Lebanon, sostenendo che il testo era troppo provocatorio.
Le demo delle canzoni registrate dalla band nel periodo 1989-1990 sono state raccolte in un bootleg chiamato Le Baron Boys, che contiene, tra le altre, le prime versioni di Talk to Me, Seventh Sign, Break Free e Little Bit of Lovin' insieme a canzoni come Don't Know How to Love No More, Wanted Man, Rainbow Warrior e Blame It on Me.
Tutto questo costò alla band molto tempo, ed infatti l'album fu pronto per il settembre del 1991. Questa volta gli altri membri degli Europe parteciparono maggiormente alla scrittura delle canzoni, ed infatti l'unica traccia scritta solamente da Joey Tempest è Prisoners in Paradise. Collaborarono nella scrittura anche lo stesso Beau Hill, Brian McDonald, Andre Pessis ed Eric Martin dei Mr. Big. Il chitarrista Kee Marcello co-scrisse ben 5 canzoni su 12, che diventano 11 se si considerano anche le canzoni che poi non furono incluse nell'album, a dispetto di Out of This World dove co-scrisse solamente 3 canzoni: Just the Beginning, More Than Meets the Eye e Coast to Coast. Il brano Prisoners in Paradise fu pubblicato internazionalmente come primo singolo nel settembre del 1991. In Inghilterra la Sony decise per I'll Cry For You come primo singolo. Il video di Prisoners in Paradise fu filmato a Parigi in Francia, mentre quello di I'll Cry for You fu filmato al Circus di Stoccolma. Il singolo Prisoners in Paradise si fermò all'8ª posizione in Svezia. L'album fu pubblicato il 23 settembre 1991. In Svezia l'album si fermò alla 9ª posizione, mentre in Italia raggiunse la 22ª. A dicembre fu pubblicato il secondo singolo I'll Cry For You, che si piazzò in 1ª posizione in Svezia. In linea generale, l'album non vendette così male in Europa, e soprattutto in Italia; la vera delusione per gli Europe furono proprio gli Stati Uniti, al cui stile di hard rock si erano avvicinati molto gli svedesi con Prisoners in Paradise, paese dal quale si stava diffondendo il movimento grunge. Alla fine dell'anno, l'album Prisoners in Paradise aveva venduto 1,2 milioni di copie in tutto il mondo. Questo risultato deluse la Sony, che decise di ri-promuovere l'album per l'anno successivo, insieme al tour che gli Europe avrebbero intrapreso.
Alla vigilia del nuovo anno al Tokyo Dome, gli Europe suonarono insieme ai Metallica (i quali erano gli headliners benché lo show si intitolasse The Final Countdown), i Tesla ed i Thunder davanti a 40 000 persone.
Il 7 gennaio del 1992, gli Europe dettero il via al loro Prisoners in Paradise world tour a Helsinki in Finlandia. Diverse volte sul palco gli Europe presentarono tre chitarristi: Mic Michaeli, Joey Tempest e Kee Marcello. Il video per il terzo e ultimo singolo estratto da Prisoners in Paradise, Halfway to Heaven, fu filmato durante il tour, al Marquee Club di Londra.

### Lo scioglimento e le carriere soliste
Mentre il tour andava avanti, la fine della band sembrava sempre più vicina.
(Ian Haugland)
(Joey Tempest)
(John Levén)
Agli inizi di marzo 1992, Joey Tempest collaborò con John Norum per il suo singolo We will be strong per l'album di John Norum Face the Truth. Intanto il Prisoners in Paradise world tour andava avanti. L'ultimo concerto del tour fu tenuto a Portsmouth, in Inghilterra, il 15 marzo del 1992. Il singolo Halfway to Heaven fu pubblicato verso la fine di marzo del 1992. L'album Prisoners in Paradise aveva venduto poco più di 1,5 milioni di copie, un altro risultato deludente. Poco tempo dopo la band annunciò il progetto di prendersi un periodo di pausa dalla musica.
Secondo le voci, l'intenzione di Joey Tempest era di riunire gli Europe con la vecchia formazione: John Norum alla chitarra, Joey Tempest, John Levén al basso e Tony Reno alla batteria. Ma Norum non era affatto interessato e preferiva continuare il suo progetto solista. Nel 1993, Thomas Witt e Joey Tempest compilarono il primo greatest hits della band, 1982-1992.
Adesso gli Europe avevano problemi di tasse. Il loro trasferimento a Nassau nelle Bahamas per aggirare le tasse non fu approvato dalle autorità fiscali svedesi. Considerarono la band come se fosse sempre residente in Svezia e quindi adesso gli Europe dovevano pagare tutte le tasse arretrate, mentre loro stessi si consideravano residenti alle Bahamas. Le autorità incominciarono ad interessarsi agli Europe nel 1988 e adesso insistevano per le tasse arretrate.
Gli Europe si appellarono contro la sentenza, ma sia la corte amministrativa che la corte d'appello sentenziarono che dovevano pagare le tasse. Gli Europe dovevano allo Stato svedese 20 milioni di corone (circa 2,8 milioni di euro). Tutt'oggi le tasse sono cancellate per John Levén, Kee Marcello, Mic Michaeli, Ian Haugland, dato che sono passati 7 anni dal verdetto. Mentre per Joey Tempest le autorità applicarono una proroga di 5 anni al pagamento nel 2002, perché ha risieduto per lungo tempo in Irlanda. Joey deve sempre allo Stato svedese 8,5 milioni di corone (1,2 milioni di euro).
Da quando gli Europe si lasciarono, Joey Tempest, Kee Marcello e John Norum si sono dedicati ad una carriera solista, mentre Mic Michaeli, Ian Haugland e John Levén hanno partecipato a varie band e vari progetti insieme, come i Brazen Abbot, e Last Autumn's Dream oltre che ad un tour insieme a Glenn Hughes. Ian Haugland e John Levén hanno suonato insieme nei Clockwise e poi in un paio di date del tour di John Norum col suo John Norum Group nel 1999.
In tutti gli anni novanta non ci fu alcun segno o speranza che gli Europe si riunissero e questo lasciò molti fan delusi.

### The Final Countdown 2000
Nel tardo 1998, si rumoreggiava in Internet che John Norum avesse detto che gli Europe si sarebbero riuniti per uno show televisivo nel 1999. Lo show ci sarebbe stato, ma nessuno allora immaginava che sarebbe avvenuto la notte di San Silvestro.
Con l'avvento del nuovo millennio, la Sony Music iniziò a chiedere a Joey Tempest di fare qualcosa di speciale con The Final Countdown per festeggiare l'evento. La prima idea di Joey fu di farne una versione ambient della canzone nel gennaio del 1999. Ma la Sony Music non era soddisfatta. Decise di assumere i produttori Gary Miller e Brian Bowling, i quali collaborarono con Mic Michaeli e Joey Tempest per farne una versione dance. Il risultato fu The Final Countdown 2000.
Nel settembre del 1999 un articolo sul giornale svedese Expressen, annunciava che gli Europe si sarebbero riuniti per la vigilia di capodanno. I membri della band avrebbero ricevuto da 1 a 2 milioni di corone svedesi (140.000-280.000 euro). La band non confermò la notizia.
Nei mesi successivi, fu chiaro che gli Europe si sarebbero riuniti per un concerto a Stoccolma per il Capodanno. Le chiacchiere dicevano che sarebbero stati pagati 21 milioni di corone (2,9 milioni di euro) per suonare Rock the Night e The Final Countdown. In realtà, avrebbero ricevuto mezzo milione di corone ognuno.
Intanto, il 12 dicembre del 1999 fu pubblicato il singolo The Final Countdown 2000, che ebbe un discreto successo mondiale (33º in Australia) accompagnato dal videoclip della canzone, in cui però appare solo Joey Tempest. Il singolo precedette la pubblicazione di una collezione 1982-2000 che in pratica ha la stessa scaletta di 1982-1992 con in più la canzone The Final Countdown 2000.
La notte del nuovo millennio finalmente giunse. Per quella notte, gli Europe ebbero, per la prima ed unica volta, una formazione a sei: Joey Tempest, John Norum, Kee Marcello, Mic Michaeli, John Levén, Ian Haugland. Questo è stato l'unico concerto degli Europe con due chitarristi solisti ufficiali nella formazione (Joey e Mic suonavano ogni tanto la chitarra durante il Prisoners in Paradise tour del 1992). La band si presentò sul palco quando mancavano 15 minuti a mezzanotte e Joey aveva la febbre. Fu un grande concerto. Quando The Final Countdown fu terminata e la band lasciò il palco, mancava solo un minuto al nuovo millennio.
Il concerto fu trasmesso dal vivo nel canale televisivo svedese TV3, e Joey in un'intervista avrebbe detto al riguardo che era stato bello suonare di nuovo con i vecchi compagni. Il giorno dopo, i giornali svedesi Aftonbladet e Expressen dettero entrambi ottimi commenti sul concerto e pubblicarono anche un commento da parte di John Norum che diceva:
(John Norum)

### Verso la reunion
Il 14 aprile del 2000, gli Europe si riunirono al Hard Rock Café di Stoccolma, il posto dove tutto ebbe inizio e dove registrarono il video per Rock the Night nel 1986. Qui, lasciarono alcuni ricordi: dischi di platino e d'oro, le bozze originali dei testi delle canzoni, strumenti, persino uno dei giacchetti di Joey del periodo Prisoners in Paradise.
Gli Europe ricevettero il disco d'oro per le vendite di 1982-1992 in quei giorni in Svezia. Quella sera al Hard Rock Café c'erano i Playboys, una cover band che avrebbe suonato un piccolo set di canzoni degli Europe. Poco prima della fine dell'ultima canzone, Ian Haugland salì sul palco. Fu subito seguito da John Levén, Kee Marcello e John Norum. Insieme al cantante dei Playboys, intonarono Rock the Night. Poco prima del secondo coro, salirono sul palco anche Joey e Mic. Il giorno dopo, il giornale Aftonbladet affermò che ci sarebbe stato un nuovo album e tour degli Europe nel 2001. Questo fu poi smentito, e i fan rimasero in attesa di novità.
Nel dicembre del 2002, gli Europe annunciarono che avrebbero realizzato un box-set per celebrare il loro 20º anniversario come artisti attivi musicalmente. Joey Tempest rivelò che il box avrebbe contenuto un doppio CD e un DVD insieme a del materiale inedito, e sarebbe stato pubblicato nel 2003, esattamente 20 anni dopo l'uscita del primo album. Tuttavia sorsero dei problemi e la pubblicazione fu pesantemente ritardata.
Circa un anno dopo, il 2 ottobre del 2003 fu annunciata la definitiva riunione degli Europe, con dei futuri piani per un nuovo album e conseguente tour mondiale. La formazione è quella classica: il cantante Joey Tempest, il chitarrista fondatore John Norum, Mic Michaeli alle tastiere, John Levén al basso, Ian Haughland alla batteria. Kee Marcello era troppo impegnato con altri progetti, incluso un nuovo album solista, per unirsi ai 5.
(Joey Tempest)
(Ian Haugland)
(Joey Tempest)

### Il nuovo corso
Il 3 marzo del 2004 il doppio CD Greatest Hits e il DVD lungamente annunciati, furono realizzati separatamente, entrambi titolati Rock the Night. Il DVD è il primo di tutta la carriera degli Europe, e contiene la videografia della band dal 1983 al 1992, più varie interviste e dei pezzi dal vivo. Entrambi riscossero un notevole successo.

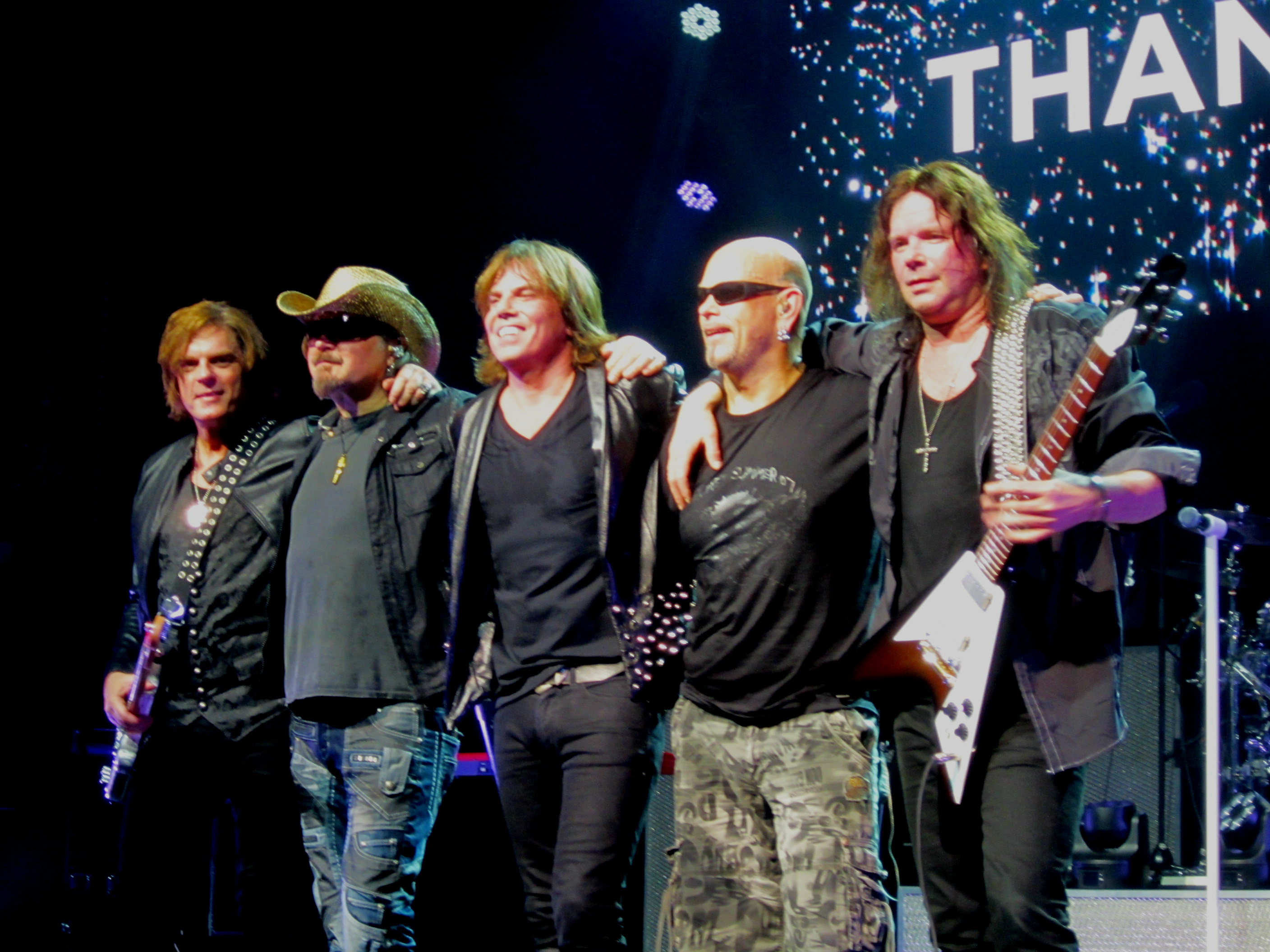
Gli Europe a Stoccolma nel 2016

#### Start from the Dark
La scrittura del nuovo album iniziò nel primo 2003, subito dopo la pubblicazione di Rock The Night, agli studi 301 di Stoccolma, dove gli Europe si recarono con il produttore Kevin Elson per registrare il nuovo materiale. Poche persone sapevano della riunione e del nuovo album.
Got to have Faith e Start from the Dark nate da una collaborazione tra Joey e John Norum, cosa che mancò nei primi album negli Europe, sono le prime canzoni che furono completate.
(Ian Haugland)
(Joey Tempest)
A Vallset, in Norvegia, gli Europe suonarono il primo concerto negli ultimi 12 anni, l'11 giugno 2004. Il tour estivo incluse numerosi concerti in tutta Europa ed indimenticabile fu la loro performance allo Sweden Rock Festival, davanti a 20 000 persone. La scaletta comprendeva molti pezzi classici, più l'inedita Start from the Dark dal successivo album. Nessuna canzone fu suonata da Prisoners in Paradise.
(John Norum)
(Joey Tempest)
A settembre, Got to Have Faith fu realizzato come primo singolo dal nuovo album Start from the Dark. Il video della canzone presenta la band che suona in un garage, mixato con delle immagini dal film Ghostriders 1 e Ghostriders 2. L'album fu pubblicato in Svezia il 23 settembre 2004 dalla Sony Music Sweden. Internazionalmente, l'album fu pubblicato dalla Sanctuary Records. Lo stile dell'album era molto hard, con le chitarre ben in evidenza e le tastiere solo da sfondo, definitivamente differente dal hair metal degli ultimi 3 album. Moltissimi fan furono sorpresi.
(John Norum)
(Ian Haugland)
(Joey Tempest)
Il tour europeo di supporto all'album iniziò il 14 ottobre, a Helsinki. Sei canzoni dal nuovo album erano state incluse nella scaletta e l'unica canzone da Prisoners in Paradise fu Girl from Lebanon. L'ultimo concerto prima di volare in Giappone si tenne il 15 di novembre all'Hammersmith di Londra, che fu anche filmato per essere incluso nel DVD Live from the Dark (pubblicato circa 1 anno dopo).
Il singolo Hero fu pubblicato a novembre 2004. Fu filmato un video molto nostalgico che ricrea la scena di alcuni ragazzi che sognano di diventare delle rock star. Furono aggiunti dei pezzi del concerto tenutosi presso l'Hovet di Stoccolma. Il figlio di Mic Michaeli e quello di Ian Haugland appaiono nel video. La canzone è dedicata a Phil Lynott, cantante dei Thin Lizzy.
Nel gennaio del 2005 gli Europe intrapresero il tour giapponese. Tre concerti furono registrati per un album dal vivo. In marzo suonarono in molte città europee, fino al 22 aprile, quando iniziò il loro primo tour americano degli ultimi 17 anni. Il tour si concluse con alcuni festival in Europa e un bellissimo concerto tenutosi presso l'Arena sportiva (inaugurata quella sera stessa) di Brasov, in Romania, di fronte ad una numerosa platea commossa per il primo concerto in assoluto degli Europe in un Paese dell'Est. Lo show fu registrato e trasmesso dalla TV rumena.
Nell'agosto 2005 gli Europe ricevono un disco d'oro in Svezia per aver venduto 30 000 copie di Start From The Dark. Complessivamente l'album ha venduto 600 000 copie. Tuttavia voci affermano che l'album avrebbe venduto ben 1 300 000 copie, di cui 500 000 solo in Svezia.
Tra la fine dell'estate 2005 ed i mesi autunnali, gli Europe si dedicarono alla creazione del doppio DVD Live From the Dark, che fu poi pubblicato il 6 dicembre 2005. Nel primo DVD è incluso il concerto tenuto all'Apollo Hammersmith Theater di Londra durante il loro Start From the Dark tour; nel secondo contenuti speciali come le interviste ai membri della band ed i videoclip per le canzoni di Hero e Got to Have Faith. Il DVD fu realizzato anticipatamente in Italia e si posizionò 10º nelle classifiche; ottenne un buon 3º posto nelle classifiche svedesi. Durante il 2006 gli Europe si dedicarono alla registrazione del loro settimo album in studio. Per la fine dell'estate 2006 è stato pubblicato dalla Warner Bros. il DVD dal vivo The Final Countdown Tour 1986: Live in Sweden - 20th Anniversary Edition; pubblicato il 4 ottobre 2006. Il DVD si è piazzato al primo posto delle classifiche svedesi.

#### Secret Society

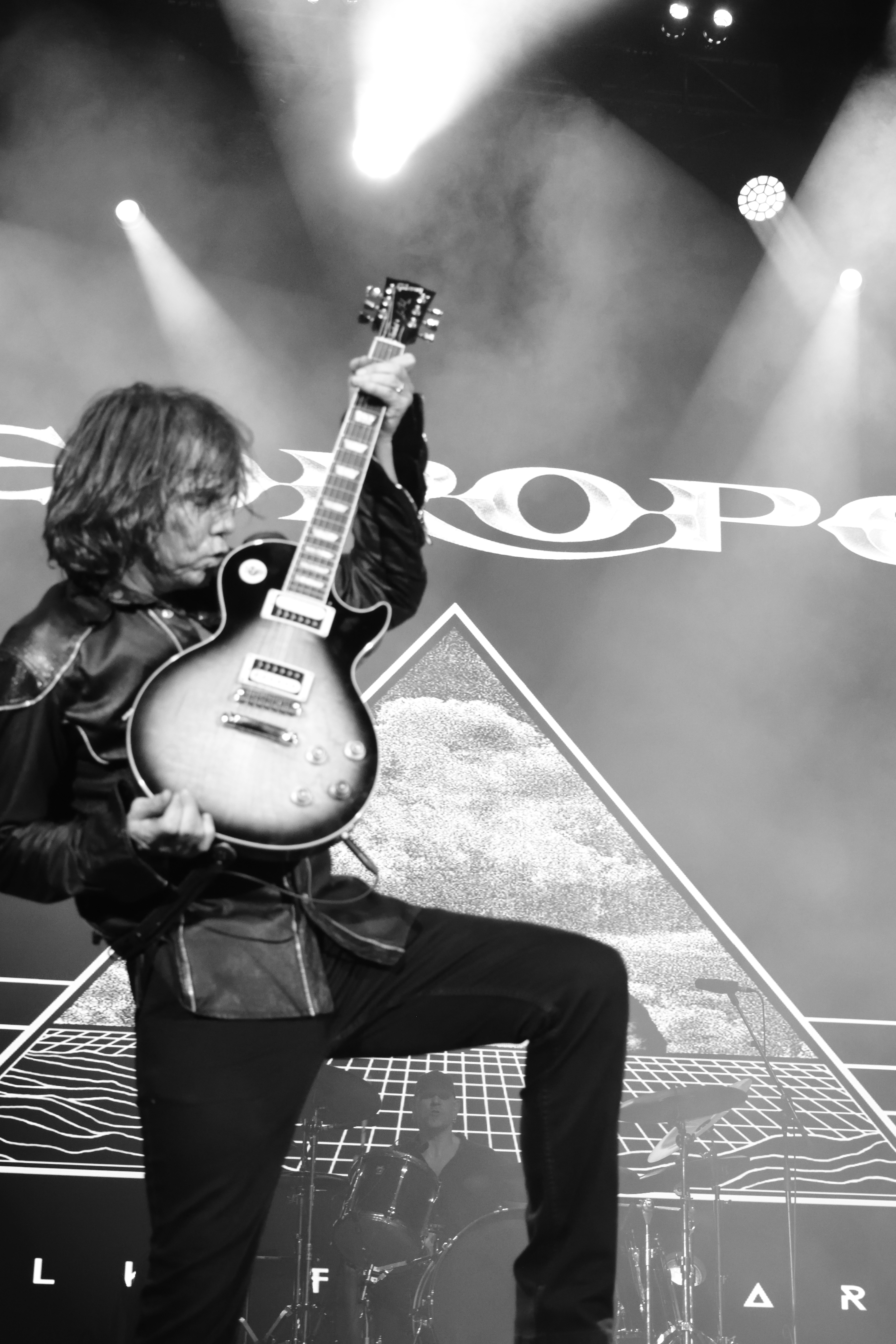
Joey Tempest durante il Secret Society Scandinavian tour, concerto di Copenaghen, 2006

Il 26 ottobre 2006 è stato pubblicato il settimo album di studio, Secret Society, preceduto dal singolo Always the Pretenders. Il giorno stesso è iniziato il tour scandinavo, a Lund (Svezia).
L'ultimo dell'anno, il 31 dicembre 2006, gli Europe si sono esibiti dal vivo al Romexpo di Bucarest, Romania, nella speciale diretta TV per celebrare l'ingresso della Romania in Europa. La band tornerà di nuovo in Romania per celebrare il nuovo anno con un concerto che si terrà a Sibiu, in Transilvania.
Il primo concerto del 2007 è stato il 14 gennaio a Tirana, in Albania.
Il 23 gennaio si sono esibiti a Milano, il 24 a Roma, dove hanno partecipato ad una signing session all'Hard Rock Cafe (a cui hanno donato un rullante di Ian Haugland e una chitarra di John Norum autografati dalla band), e il 26 a Nonantola (Modena), concludendo il tour italiano.
Durante il tour inglese, hanno registrato a Londra una sessione live presso i mitici Abbey Road Studios, dove lavorarono tra gli altri Beatles e Pink Floyd, registrando le seguenti canzoni: Always the Pretenders, The Getaway Plan e The Final Countdown. Le tracce sono scaricabili sul sito ufficiale. Per tutta l'estate hanno partecipato ai festival rock in Europa, suonando anche per la prima volta in Bulgaria, a Lovech. Il concerto è stato trasmesso dalla TV bulgara nel mese di giugno.
Gli Europe hanno chiuso il loro Secret Society tour al Dalhalla presso Rättvik, un'arena all'aperto in Svezia realizzata sul fondo di una cava a cielo aperto in disuso, dove sono state registrate le canzoni eseguite nel corso della prima delle due speciali serate, e che sono acquistabili anch'esse sul sito ufficiale.
Si sono recati in Romania a Sibiu dove si sono esibiti il 31 dicembre e il primo gennaio del 2008, riprendendo il filone del Secret Society tour dopo aver iniziato già da tempo a lavorare al nuovo album. Durante la primavera/estate del 2008, comunque, hanno partecipato ad alcuni festival europei e come supporto alle date svedesi dei Deep Purple.

#### Almost Unplugged
Il 26 gennaio 2008 la band si è esibita per la prima volta in un concerto acustico in cui sono state interpretate alcune reinterpretazioni delle band che l'hanno influenzata negli anni: Thin Lizzy, U.F.O., Led Zeppelin e Pink Floyd. L'evento, denominato Almost Unplugged, si è tenuto al teatro Nalen di Stoccolma, ed è stato interamente trasmesso via web sul sito ufficiale. Il 17 settembre 2008 è uscito ufficialmente in Scandinavia il CD Almost Unplugged, che riporta il concerto di Nalen. Il CD è stato pubblicato in un primo momento fuori dalla Scandinavia, online o attraverso il sito ufficiale del gruppo.

#### Last Look at Eden
Il 21 febbraio 2009, la band, tramite il blog ufficiale "europetheband blog", annuncia il termine delle registrazioni del nuovo album. Il 14 settembre seguente esce l'ottavo lavoro in studio dal titolo Last Look at Eden.
Il 22 giugno 2011 sono stati tra i protagonisti del gods of metal che si è svolto presso l'arena fiera di Milano-Rho. Il 6 agosto 2011 hanno partecipato con un concerto, alla chiusura del 22º World Scout Jamboree, in Svezia, davanti a un pubblico di 40'061 scout provenienti da tutto il mondo.
In un'intervista con Abhijeet Ahluwalia EspyRock il cantante Joey Tempest annuncia che a seguito del tour a sostegno di Last Look at Eden la band ha intenzione di pubblicare un album inedito, il nono della loro carriera ad aprile 2012, con un conseguente tour nel 2012/2013. Nell'intervista le parole del leader della band si spingono ancora più in là, annunciando 2 album e 2 nuovi tour mondiali entro il 2014/2015.

#### Bag of Bones
Il 3 ottobre 2011 sono iniziate la registrazione del nuovo album. Nella pagina ufficiale della band sono stati caricati dei video riguardanti i momenti della registrazione. L'album è stato prodotto da Kevin Shirley. Bag of Bones è uscito il 27 aprile 2012.
Il singolo che è stato scelto, ad anticipare l'uscita del nuovo album, è Not Supposed to Sing The Blues, disponibile sia in Europa, che in Scandinavia e in Giappone, dal 9 marzo 2012.

#### War of Kings

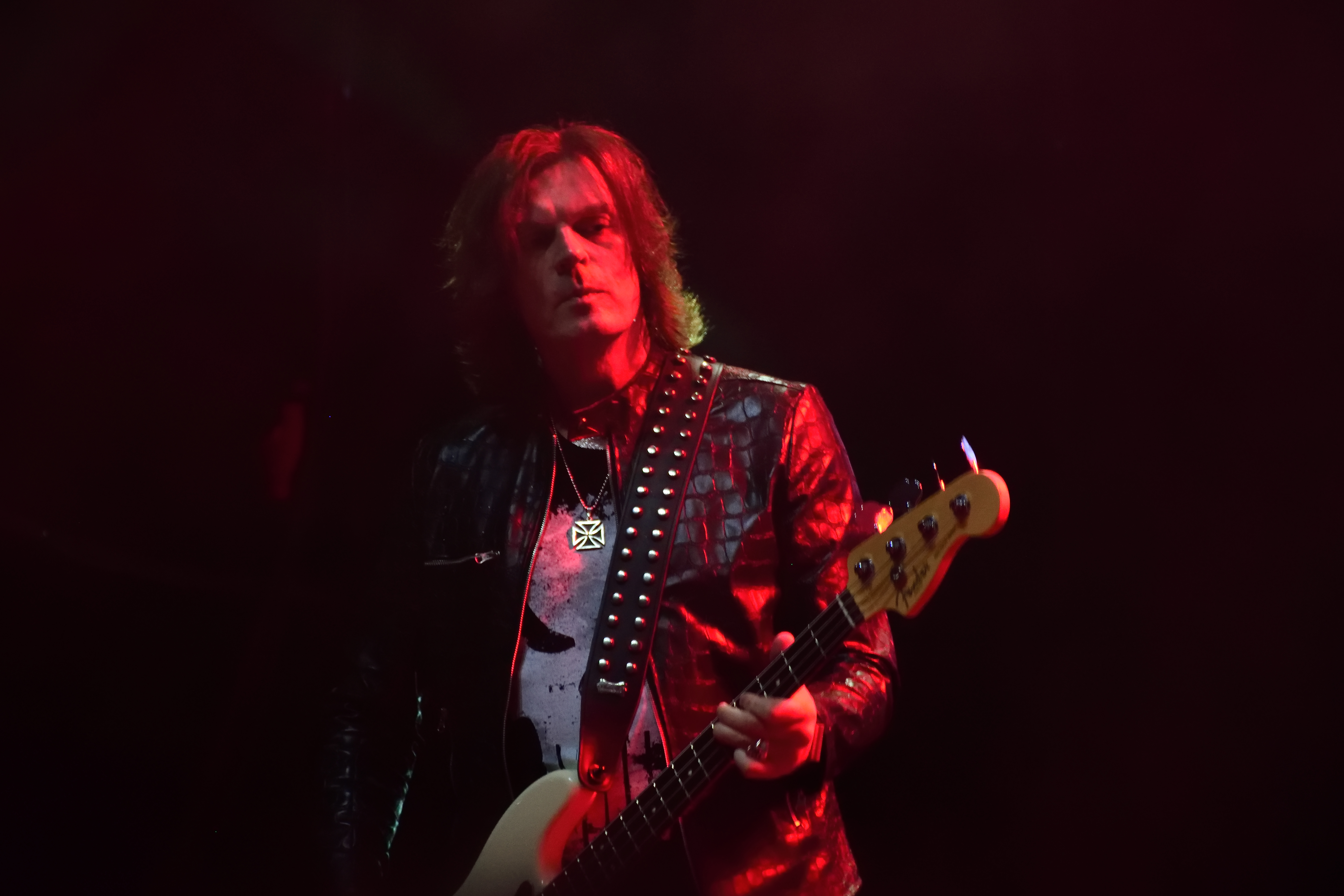
John Levén

Il 5 dicembre 2014 la band annuncia, in anteprima sulla propria pagina Facebook e successivamente sulle principali testate giornalistiche musicali mondiali, l'imminente uscita del loro decimo Studio Album, che avverrà il 2 marzo 2015. Con l'occasione, gli Europe comunicano anche le date del tour in UK ed Irlanda con i Black Star Riders, che si svolgerà nel mese di marzo 2015.

## Formazione

### Formazione attuale
- Joey Tempest – voce, chitarra; tastiere (1979-1992, 1999, 2000, 2003 – presente)
- John Norum – chitarra (1979-1986, 1999, 2000, 2003 – presente)
- John Levén – basso (1981, 1981-1992, 1999, 2000, 2003 – presente)
- Ian Haugland – batteria (1984-1992, 1999, 2000, 2003 – presente)
- Mic Michaeli – tastiere; chitarra (1984-1992, 1999, 2000, 2003 – presente)

### Ex componenti
- Tony Reno – batteria (1979-1984)
- Kee Marcello – chitarra elettrica (1986-1992, 1999, 2000)
- Peter Olsson – basso (1979-1981)
- Marcel Jacob – basso (1981)

## Discografia
- 1983 – Europe
- 1984 – Wings of Tomorrow
- 1986 – The Final Countdown
- 1988 – Out of This World
- 1991 – Prisoners in Paradise
- 2004 – Start from the Dark
- 2006 – Secret Society
- 2009 – Last Look at Eden
- 2012 – Bag of Bones
- 2015 – War of Kings
- 2017 – Walk the Earth